# Wonder Woman
Pour les articles homonymes, voir Wonder Woman (homonymie).
 (juillet 2018).
Wonder Woman est une super-héroïne de bande dessinée américaine créée par William Moulton Marston (sous le pseudonyme de Charles Moulton), qui apparaît pour la première fois en octobre 1941 dans All Star Comics #8. Elle est, à cette époque, l'une des premières super-héroïnes et demeure la plus célèbre d'entre elles.
Dans la plupart des adaptations, Wonder Woman est la princesse Diana d'une tribu d'Amazones dont les origines sont liées à la mythologie grecque. Ambassadrice amazone dans notre monde, elle possède différents pouvoirs surnaturels (la force, le vol ...)ainsi que des cadeaux des dieux grecs, comme un lasso magique (qui détecte la vérité et provoque une sensation de brûlure en cas de mensonge) et des bracelets à l'épreuve des balles. Elle fait aussi partie de la Ligue des justiciers d'Amérique. 
Marston a voulu faire de Wonder Woman un personnage féministe, et la plupart des scénaristes qui ont repris le personnage, particulièrement ceux des années 1980 et suivantes, l'ont représentée ainsi.
En dehors des bandes dessinées, elle est aussi connue pour l'adaptation télévisuelle de ses aventures, avec Lynda Carter, diffusée aux États-Unis de 1975 à 1979.
D'autre part, Wonder Woman apparaît, dans des séries de dessins animés adaptant l'univers DC, Super Friends des années 1970 et 1980 et La Ligue des Justiciers des années 2000. On la retrouve également dans les films de l'univers cinématographique DC : Batman v Superman : L'Aube de la Justice, Wonder Woman, Justice League, Wonder Woman 1984, Zack Snyder's Justice League, Shazam! La Rage des Dieux et The Flash.

## Origine du personnage

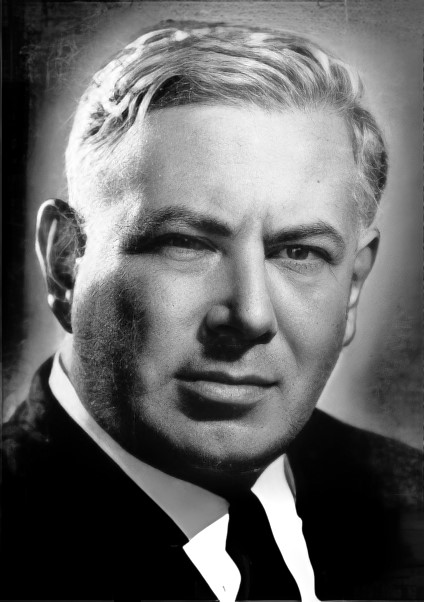
William Moulton Marston en 1938.

En 1940, le psychologue William Moulton Marston est conseiller éditorial pour la société All-American Publications, dirigée par Max Gaines. Lassé de ne voir que des super-héros masculins, il crée une super-héroïne nommée Suprema the Wonder Woman. Max Gaines, intéressé par le concept, accepte l'idée de Marston qui crée la série sous le nom de plume Charles Moulton (combinaison de son 2e nom et de celui de Max Gaines). Bien que Marston porte entièrement la responsabilité de la création, le responsable éditorial Sheldon Mayer apporte sa pierre et convainc l'auteur de ne garder que la seconde partie du nom. Le dessin est confié à H. G. Peter, artiste expérimenté, qui réalisera presque toutes les aventures de l'héroïne jusqu'en 1958.
Dans une parution de 1943 de The American Scholar, Marston dit : « Même les filles ne voudront pas être des filles tant que nos archétypes féminins manqueront de force, de vigueur et de puissance. Comme elles ne veulent pas être des filles, elles ne veulent pas être tendres, soumises, pacifiques comme le sont les femmes bonnes. Les grandes qualités des femmes ont été méprisées à cause de leur faiblesse. Le remède logique est de créer un personnage féminin avec toute la force de Superman plus l'allure d'une femme bonne et belle. »
À la création du personnage, le communiqué de presse précise : « Wonder Woman a été conçue par le docteur Marston dans le but de promouvoir au sein de la jeunesse un modèle de féminité forte, libre et courageuse, pour lutter contre l'idée que les femmes sont inférieures aux hommes et pour inspirer aux jeunes filles la confiance en elles et la réussite dans les sports, les activités et les métiers monopolisés par les hommes ».

## Évolution du personnage

### De 1940 à 1947

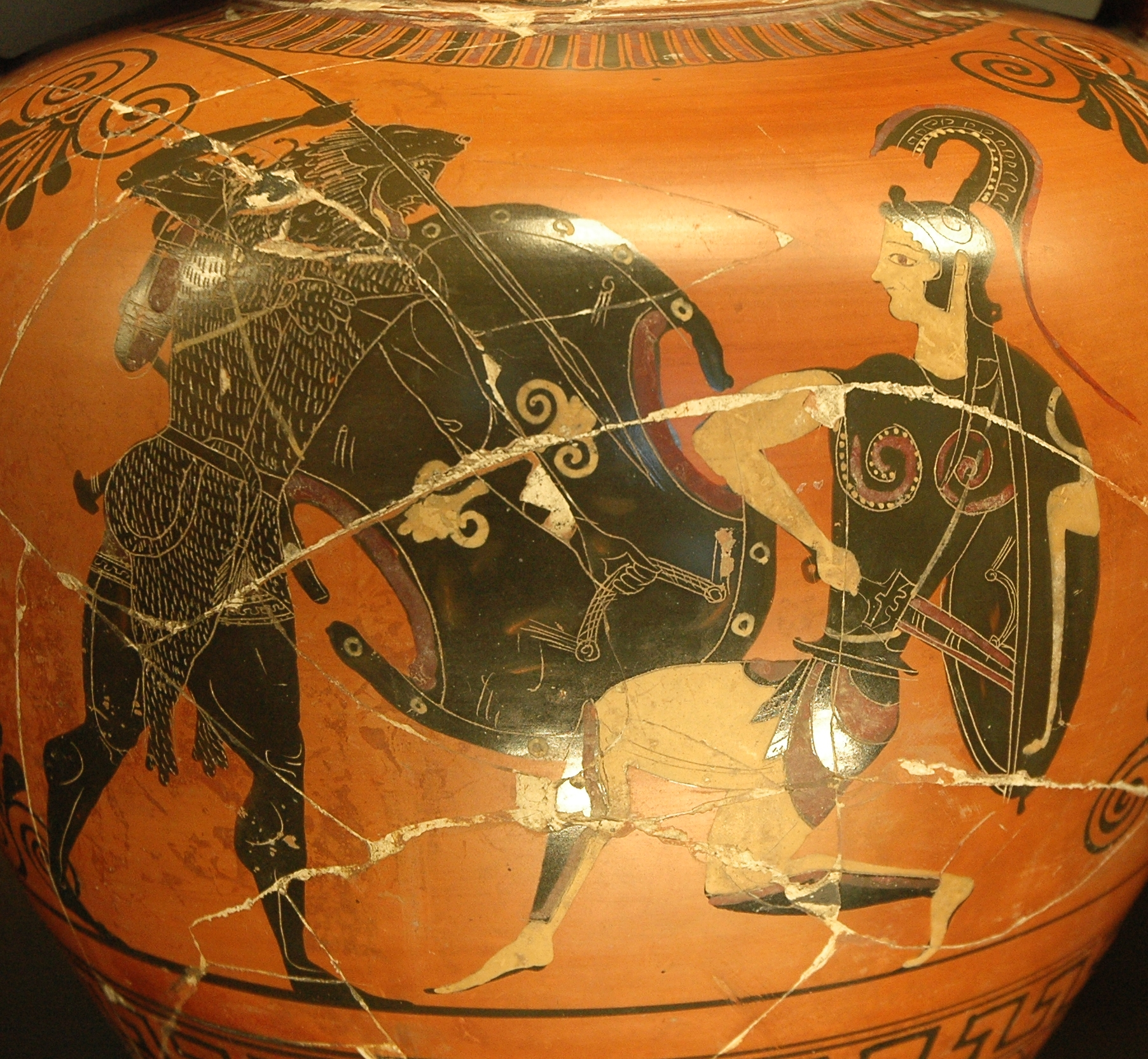
Héraclès combattant les Amazones, détail d'une amphore attique à figures noires, vers 530-520 av. J.-C., Paris, musée du Louvre.

En décembre 1941, Wonder Woman fait ses débuts dans le numéro 8 de All-Star Comics. Dans ce comics on voit Steve Trevor, pilote de l'armée américaine, s'écraser sur Paradise Island. Il est recueilli par Diana, la « fille » de la reine Hippolyte qui dirige cette île où se sont réfugiées les Amazones après leur défaite face à Hercule. Diana est en réalité une fille créée à partir d'argile et à laquelle les dieux ont donné la vie. Steve Trevor est obligé de quitter l'île mais il est accompagné par Diana qui l'emmène dans son avion invisible. Diana a pour mission d'aider les États-Unis, présentés comme la « dernière citadelle de la démocratie ». Elle prend l'identité de Diana Prince, devient la secrétaire de Steve Trevor et commence à combattre le crime.
Ses aventures sont ensuite racontées dans le premier numéro de Sensation Comics (janvier 1942). Six mois plus tard (été 1942), elle obtient un titre à son nom, faisant d'elle la première super-héroïne à avoir son propre comic book.

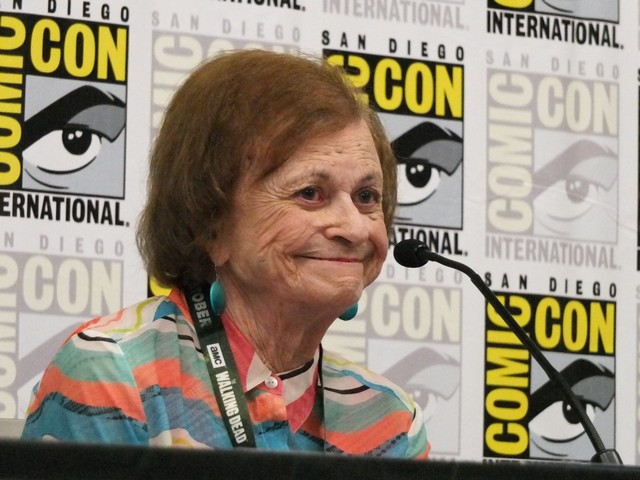
Joye Hummel
(Comic-Con, 2018).

En 1943, Marston qui a du mal à tenir le rythme soutenu d'écriture imposé par le comic book, et le comic strip demande à une de ses étudiantes, Joye Hummel, de l'aider. Elle accepte, mais son nom n'apparaît jamais. C'est seulement en 1947, à la mort de Marston, que son travail est reconnu et qu'elle devient scénariste à part entière de la série. C'est durant ces années que sont posées les fondations du personnage qui serviront pendant les quarante années suivantes. Le dessinateur H. G. Peter lui donne une allure féminine assez simple mais bien identifiable, qui contraste avec les autres super-héros de l'époque.
Armée de ses bracelets à l'épreuve des balles, de son lasso magique, et forte de son entraînement d'amazone, Wonder Woman est l'archétype de la femme parfaite dans l'esprit de Marston. Elle est belle, intelligente, forte, mais a néanmoins un côté doux. À cette époque, ses pouvoirs provenaient de sa « concentration d'amazone », et non d'un cadeau des dieux.
Le « lasso magique » de Wonder Woman est censé avoir été forgé de la ceinture magique d'Aphrodite qui fut léguée à Hippolyte (la mère de Wonder Woman) par la déesse. Afin de faire le lasso, le dieu Héphaïstos emprunta la ceinture sur l'Olympe, en retira les liens et s'en servit pour créer le lasso. Il est incassable, infiniment extensible et a le pouvoir de faire obéir ceux qui en sont encerclés, et plus particulièrement de leur faire dire la vérité.
Diana Trevor, la mère du personnage Steve Trevor, est membre du Women Airforce Service Pilots. Elle s'était accidentellement écrasée sur l'île mythique de Themyscira, lors d'une mission dans les années 1940. Elle fut alors enterrée avec tous les honneurs par les Amazones, qui furent émues par son sacrifice. Le nom du personnage principal de la série, « Princesse Diana », « Diana Prince » ou « Wonder Woman », est tiré de celui de cette femme pilote, ainsi que son costume, fabriqué à partir de l'uniforme de la pilote que les Amazones vénérèrent.
Wonder Woman était aidée par les « Holliday Girls », avec la gourmande Etta Candy à leur tête. Etta fut la seule du groupe à prendre une réelle importance. Elle est d'ailleurs l'un des personnages les plus durables de la série.
Des dessins de femmes ligotées par des hommes illustrèrent occasionnellement les couvertures de Sensation Comics et Wonder Woman de 1942 à 1947. Dans le no 3 de Wonder Woman, c'est la super-héroïne elle-même qui prend le dessus, ligote des femmes, et, dans une scène mémorable, les habille de fourrures puis les chasse dans la forêt, pour finalement les attacher et les exposer sur un plateau. Ces subtils sous-entendus érotiques dans les albums ont été remarqués par les historiens de la bande dessinée, qui ont débattu pour savoir s'il s'agissait d'une façon pour Marston d'exposer ses propres fantasmes (certaines biographies prétendent qu'il aurait été adepte du bondage) ou s'il s'agissait d'un moyen (conscient ou non) d'attirer les jeunes lecteurs.
Durant cette période, Wonder Woman rejoint la Justice Society of America, la première équipe de super-héros, dans la revue All-Star Comics. Mais, l'époque étant ce qu'elle était, Wonder Woman, bien que l'un des membres les plus puissants du groupe, est reléguée au rang de secrétaire.
Wonder Woman n'arrête pas simplement les criminels, mais veut les réformer. Il y a, près de Paradise Island, une petite île appelée Transformation Island, sur laquelle se trouve un centre de réhabilitation. La « soumission par l'amour » est en effet un des thèmes importants de Wonder Woman, même s'il fut parfois parodié, les criminels se rendant à la belle héroïne pour profiter de sa compagnie.
Elle est d'abord dessinée par Harry G. Peter, et son visage prend les traits de la Première dame Eleanor Roosevelt, de l'actrice Betty Grable et de la militante Margaret Sanger ; elle invoque notamment la « Grande Héra », la « Souffrante Sappho ». Début 1942, un sondage est publié dans All Star Comics, interrogeant les lecteurs pour savoir si Wonder Woman, même si elle est une femme, peut rejoindre la Ligue des justiciers ; le oui l'emporte largement. Elle en est la seule femme, et le dessinateur Gardner Fox la fait devenir secrétaire de la société. Dans un épisode figurant l'entrée des héros dans la guerre, Wonder Woman est présentée comme restant aux États-Unis pour répondre au courrier des lecteurs, ce qui irrite son créateur William Moulton Marston. En 1943, il dessine un épisode où elle devient présidente des États-Unis. Après 1947 et la mort de Marston, dans un contexte où les femmes laissent pour beaucoup leur place aux soldats rentrés du front, l'héroïne sort de ce côté féministe pour jouer des rôles, hors son côté héroïne, de baby-sitter, de mannequin ou d'actrice.

### De 1947 à 1958
En 1947, Robert Kanigher reprend le personnage le plus souvent illustré par H. G. Peter. Celui-ci est parfois remplacé par Irwin Hasen ou Irv Novick. La série perd un peu de son lustre d'antan : moins féminine, Wonder Woman s'affirme en tant qu'héroïne américaine. H. G. Peter continua jusqu'au numéro 97. Peter et Marston manquent à ceux qui ont vécu cet âge d'or des comics books.
Dans les dernières histoires, les capacités de Wonder Woman s'accroissent. Ses boucles d'oreilles lui offrent la possibilité de respirer dans l'espace, l'origine de son avion invisible (à l'origine un avion à hélices, un P-40 Warhawk ou un P-51 Mustang, mais devenu, afin de suivre l'évolution technologique, un avion à réaction) est expliquée, sa tiare devient un boomerang indestructible et ses bracelets lui permettent de communiquer avec Paradise Island.
Ces modifications n'influèrent pas sur l'audience de la série, contrairement à la crise qui allait suivre.

### Fin de l'âge d'or et années 1960

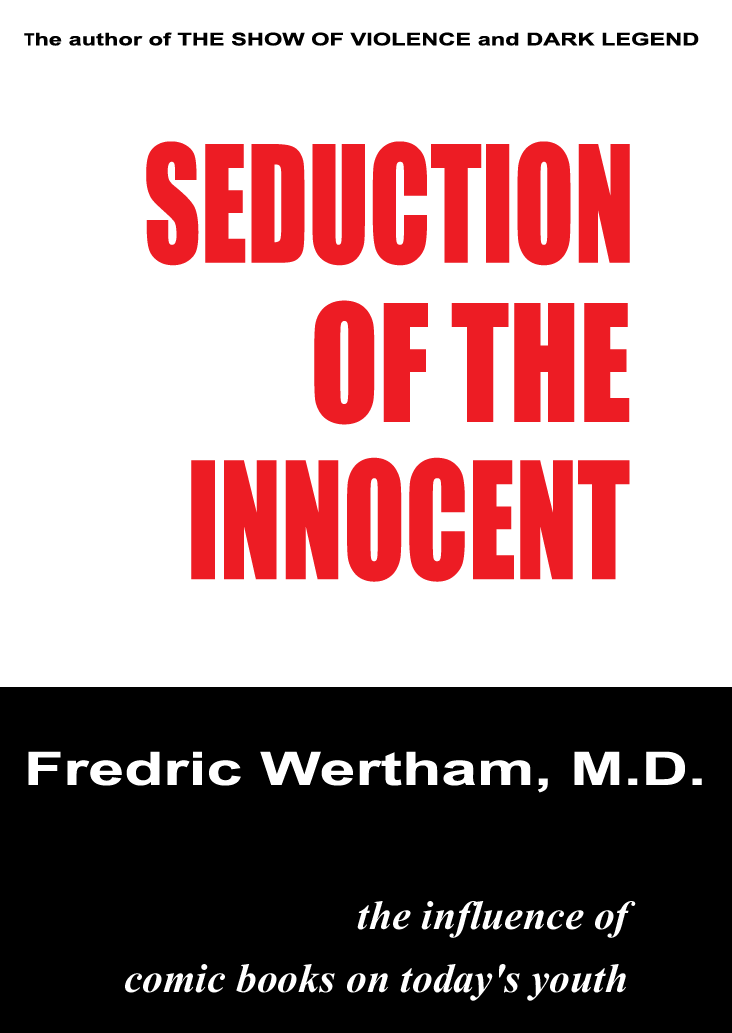
Couverture du livre de Fredric Wertham, Seduction of the Innocent (1954).

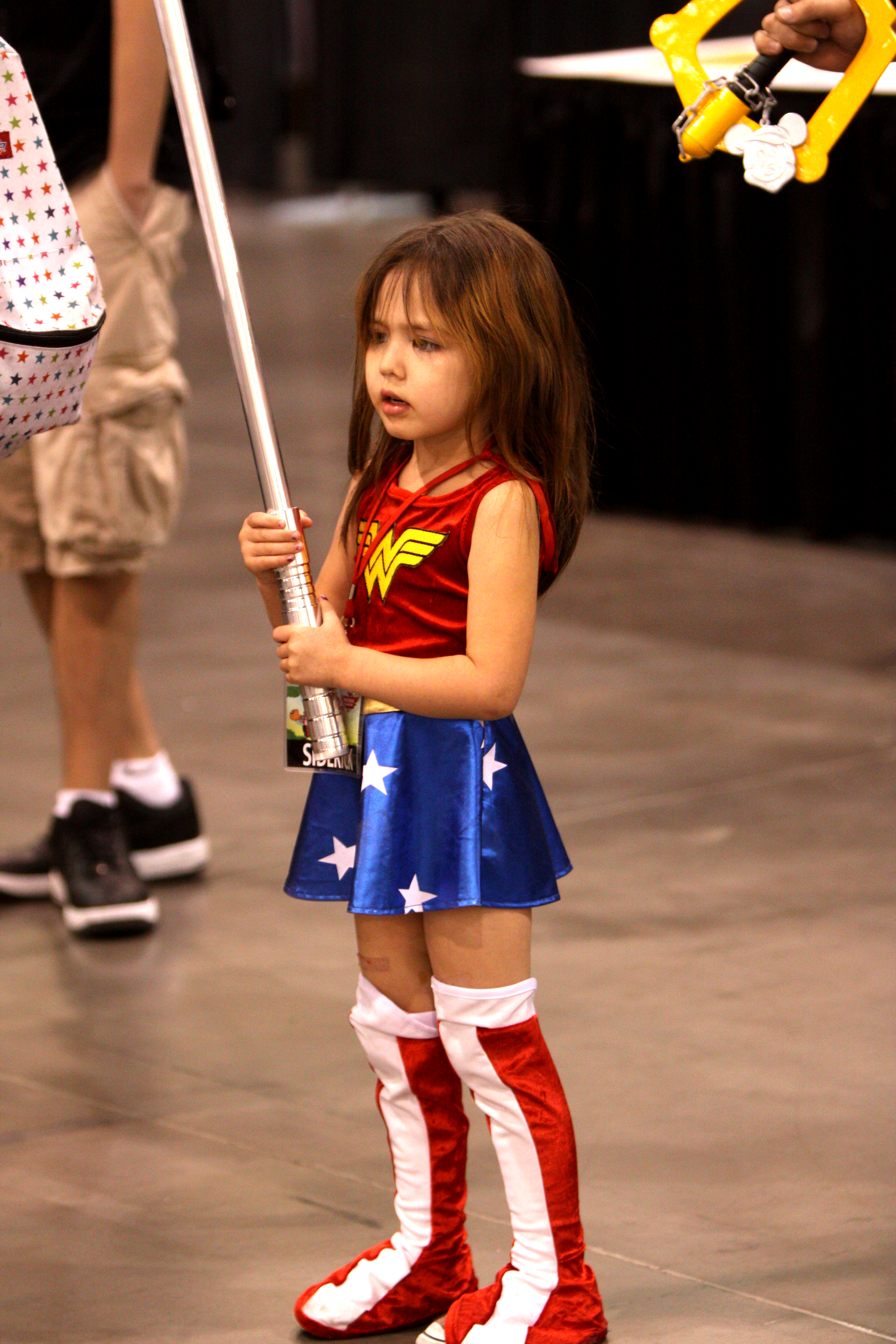
Cosplay de Wonder Woman enfant, dite Wonder Tot.

En 1954, le docteur Fredric Wertham fait paraître son livre Seduction of the Innocent, dans lequel il expose son point de vue anti-comics. Cette publication marque pour beaucoup la fin de l'âge d'or des comics. Pour faire face aux critiques, les éditeurs créent la Comics Code Authority, de fait un organisme de censure. Dans le cadre de l'application de ce code, la dimension féministe de Wonder Woman est mise entre parenthèses.
Wonder Woman connaît de nombreux changements à partir du milieu des années 1950 et pendant les années 1960. Son origine est réécrite, attribuant ses pouvoirs à une combinaison de dons faits par des divinités grecques et romaines.
Dans les années 1960, le scénariste Robert Kanigher décide d'appliquer une formule déjà testée sur Superman sous la direction de Mort Weisinger, à savoir se pencher sur la jeunesse du protagoniste. À l'instar de Superboy, la bande dessinée évoque les péripéties de la jeune Diana, dite Wonder Girl. Le scénariste poursuit dans cette veine en mettant en scène « Wonder Tot », autrement dit Wonder Woman enfant. Sous le nom de « Wonder Queen », la reine Hippolyte se joint aux aventures de sa fille,.
Le scénariste Bob Haney - qui n'a sans doute pas compris que Wonder Girl n'était pas un personnage séparé - inclut cette dernière dans l'équipe des Teen Titans, avec Robin, Kid Flash, et Speedy. Quelques années plus tard, on donne une origine séparée à Wonder Girl, faisant d'elle une orpheline sauvée par Wonder Woman.

### Ère Diana Prince/I Ching

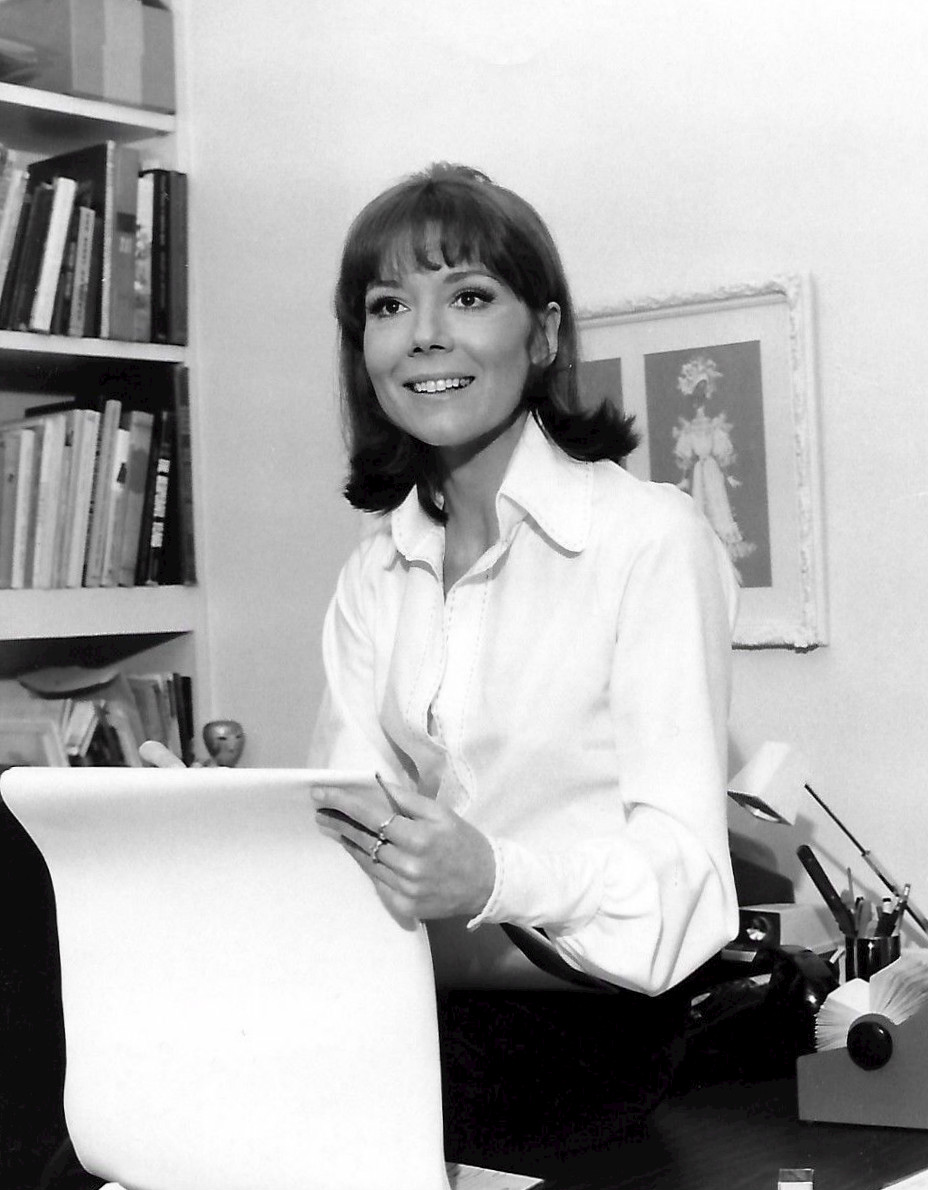
Incarné par Diana Rigg, le personnage d'Emma Peel dans la série télévisée Chapeau melon et bottes de cuir inspire la version d'une Wonder Woman démunie de super-pouvoirs.

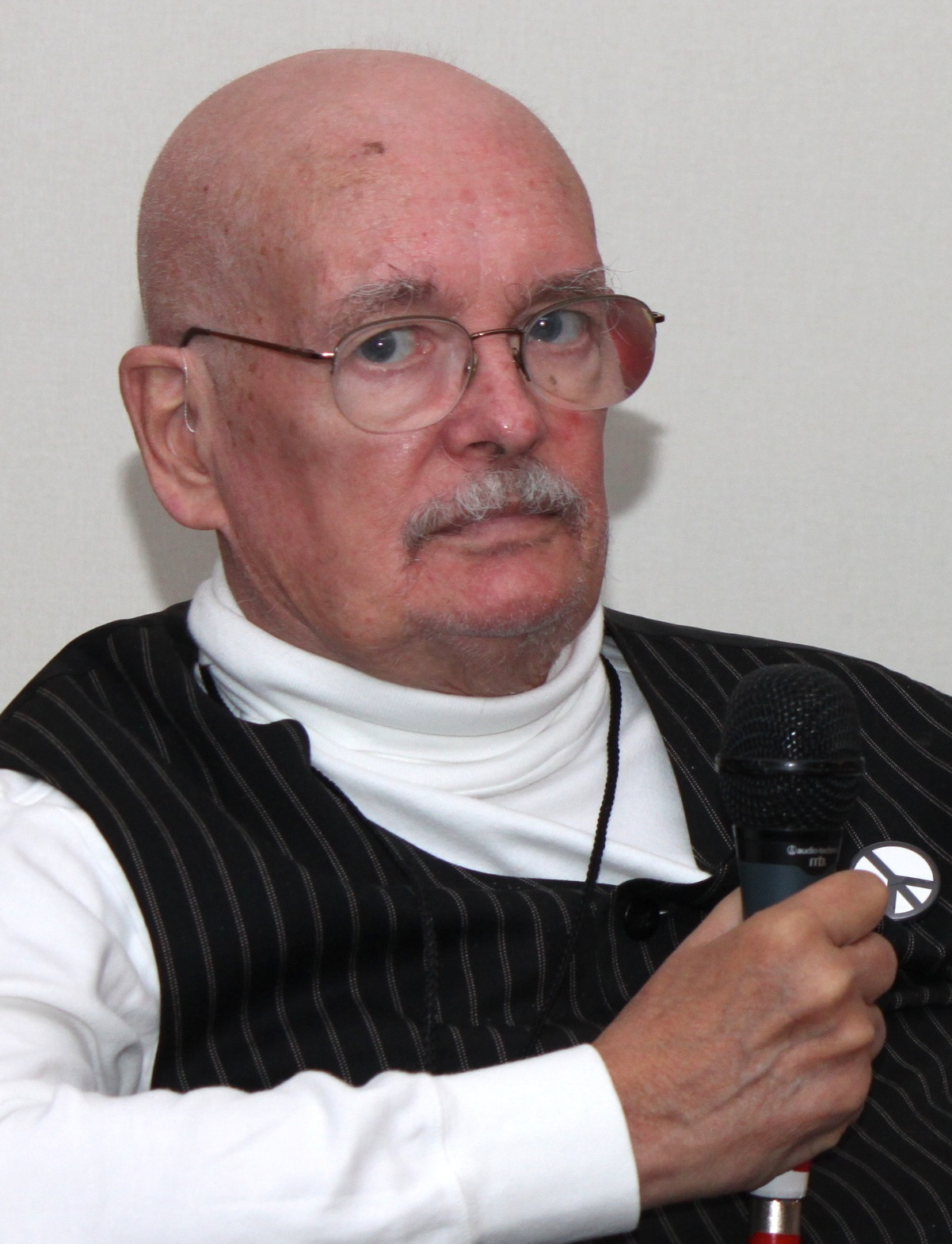
Après sa réécriture controversée de Wonder Woman en 1968, Dennis O'Neil remporte un succès public et critique en scénarisant les aventures de Batman, Superman et Green Lantern.

À la fin des années 1960, un nouveau responsable éditorial, Mike Sekowsky est nommé pour s'occuper de la série dont les ventes sont très faibles. DC envisage même de supprimer le comics mais comme une adaptation à la télévision est envisagée, la société préfère en continuer la publication. En outre, une clause du contrat passé avec le créateur de Wonder Woman précise que si le comics cessait de paraître, les droits du personnage reviendraient à Marston ou à ses enfants.
Sous la direction de Sekowsky, Wonder Woman renonce à ses pouvoirs afin de pouvoir rester dans le « monde des hommes », plutôt que d'accompagner ses sœurs amazones dans une autre dimension où elles pourraient conserver leur magie. À compter du 178e numéro de Wonder Woman (octobre 1968), les scénarios sont signés par Dennis O'Neil puis, après le départ de celui-ci, par Sekowsky,.
La nouvelle direction prise par la bande dessinée est très influencée par des personnages comme Emma Peel de la série britannique Chapeau melon et bottes de cuir,. Désormais propriétaire d'une boutique de mode, Diana Prince se retrouve vite sous l'aile d'un mentor chinois et aveugle nommé I Ching (en), dépeint comme son supérieur dans tous les domaines. Avec l'aide de son guide asiatique, Diana s'entraîne à utiliser son corps comme une arme, apprenant les arts martiaux et la maîtrise des armes, afin d'entreprendre des aventures dans le style « agent secret ». En dépit de ses années d'expérience en tant qu'amazone et super-héroïne, elle acquiert un tempérament moins affirmé, démontrant une émotivité, un manque d'assurance et une soumission marquée vis-à-vis des personnages masculins, à commencer par I Ching qui lui prodigue fréquemment des remontrances qu'elle accepte passivement. Durant six numéros successifs, le comic book s'intitule même The Incredible I-Ching ! And... the New Wonder Woman.
Peu après le début de la « nouvelle Wonder Woman », les éditeurs coupent progressivement les ponts avec le monde des super-héros de DC Comics, notamment en tuant Steve Trevor (bien que le personnage soit réapparu plus tard). Une exception notable demeure la confrontation entre Diana et Catwoman.
La nouvelle série est parfois scénarisée par des écrivains peu familiers des comics, tel l'auteur de science-fiction Samuel R. Delany qui en écrit les deux derniers numéros. L'auteur tente d'y insuffler un propos féministe, sans parvenir à restituer le caractère habituellement bien trempé de Diana.

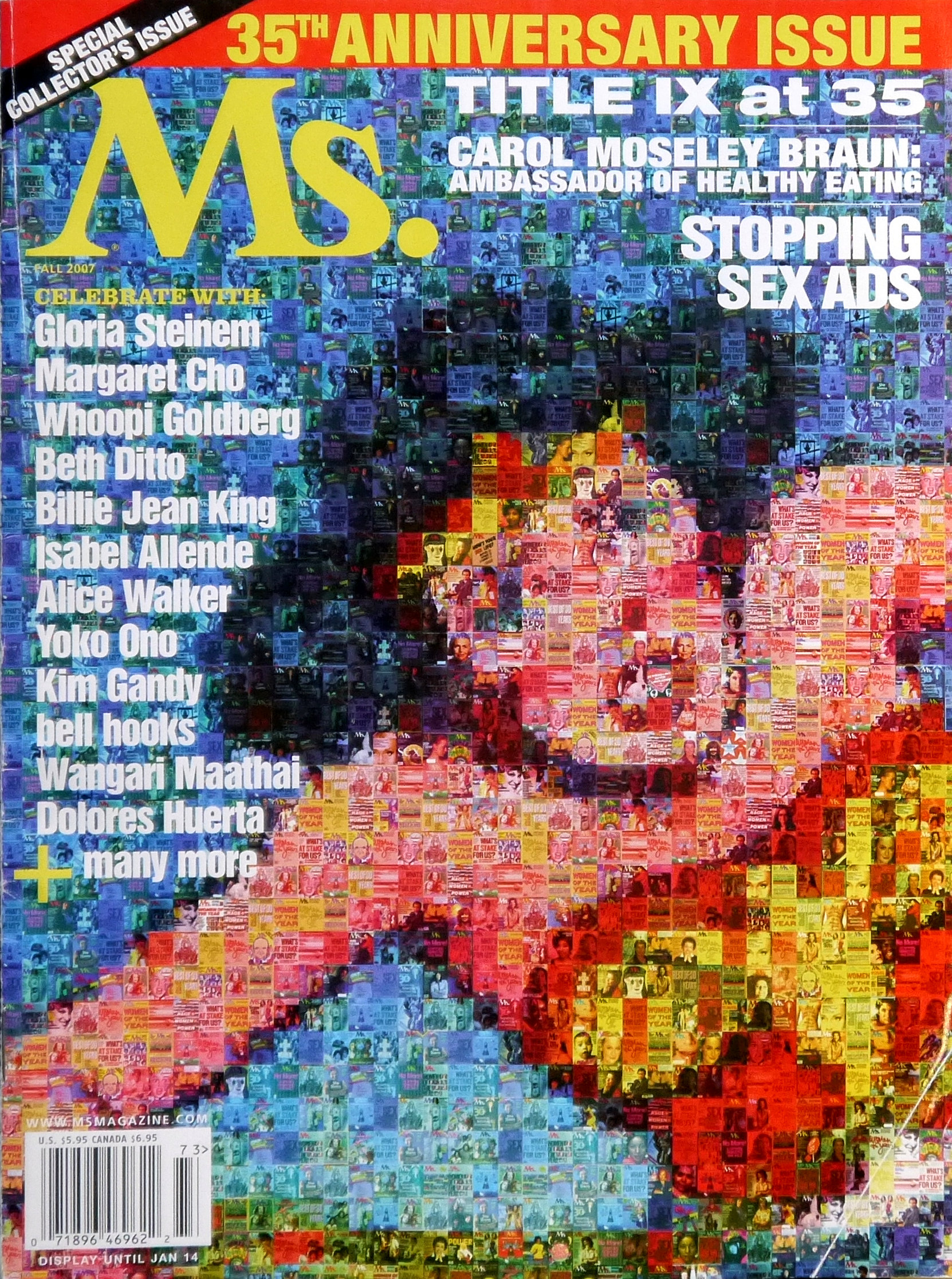
Conçu pour le 35e anniversaire de Ms. Magazine à l'automne 2007, ce collage de couvertures reproduit un détail de la couverture Wonder Woman for President ornant le premier numéro de la revue publiée en juillet 1972 par Gloria Steinem, féministe américaine et fan de la super-héroïne,.

Cette période a ses supporters comme ses détracteurs. Certains apprécient l'abandon du kitsch des premières aventures comics pour des histoires plus sérieuses. D'autres trouvent que la bande dessinée tourne complètement le dos à l'histoire originale. Sur une couverture controversée, on voit Diana Prince tirant sur un avion avec une mitraillette ; à l'opposé de l'image traditionnelle de Wonder Woman, cette Diana Prince n'hésite pas à tuer pour se défendre ou pour défendre les autres.
L'arc narratif de la « nouvelle Wonder Woman » s'interrompt dans le 204e numéro (février 1973), où la justicière retrouve finalement ses super-pouvoirs et son costume peu après la disparition brutale de la figure paternelle incarnée par I Ching. Le retour de la Wonder Woman originale est en partie dû à une campagne à laquelle participa la féministe Gloria Steinem, outrée que la plus célèbre des super-héroïnes puisse être dépouillée de ses pouvoirs et caractérisée comme une femme dépendante. En 1972, Wonder Woman est nommée « symbole de la révolte féministe », dans le contexte d'une nouvelle vague de lutte de mouvements de femmes, même si certaines critiquent le personnage mythique et préfèrent les réalisations concrètes.
L'ère I Ching, malgré les controverses qu'elle a suscitées, a eu une influence certaine sur la suite des aventures de Wonder Woman et sur ses adaptations télévisées (notamment les 2e et 3e saisons de la série avec Lynda Carter).

### Des années 1970 jusqu'àCrisis on Infinite Earths
À la suite du retour de la Wonder Woman originale, l'héroïne essaie de se faire ré-admettre au sein de la Ligue des Justiciers. Elle doit pour cela passer douze épreuves, chacune étant secrètement supervisée par un membre différent de la ligue.
À peine Wonder Woman a-t-elle été réadmise au sein de la Ligue des Justiciers que DC Comics décide de changer une nouvelle fois le format de ses aventures, car, dans l'intervalle, les aventures de Wonder Woman avaient été adaptées à la télévision, dans une série qui fut très populaire et dont l'action se situait pendant la Seconde Guerre mondiale, comme dans les premiers albums.
DC décida donc de situer aussi ses histoires à la même époque, ce qui était possible grâce au concept « multivers » de DC (les deux Wonder Woman existant dans deux mondes parallèles différents).
Wonder Woman participa à une série de batailles « épiques » pendant les années 1970 et 1980, jusqu'à sa mort en 1986 dans Crisis on Infinite Earths (CIE). Mais le personnage ne resterait pas mort très longtemps.

### AprèsCrisis(1986)

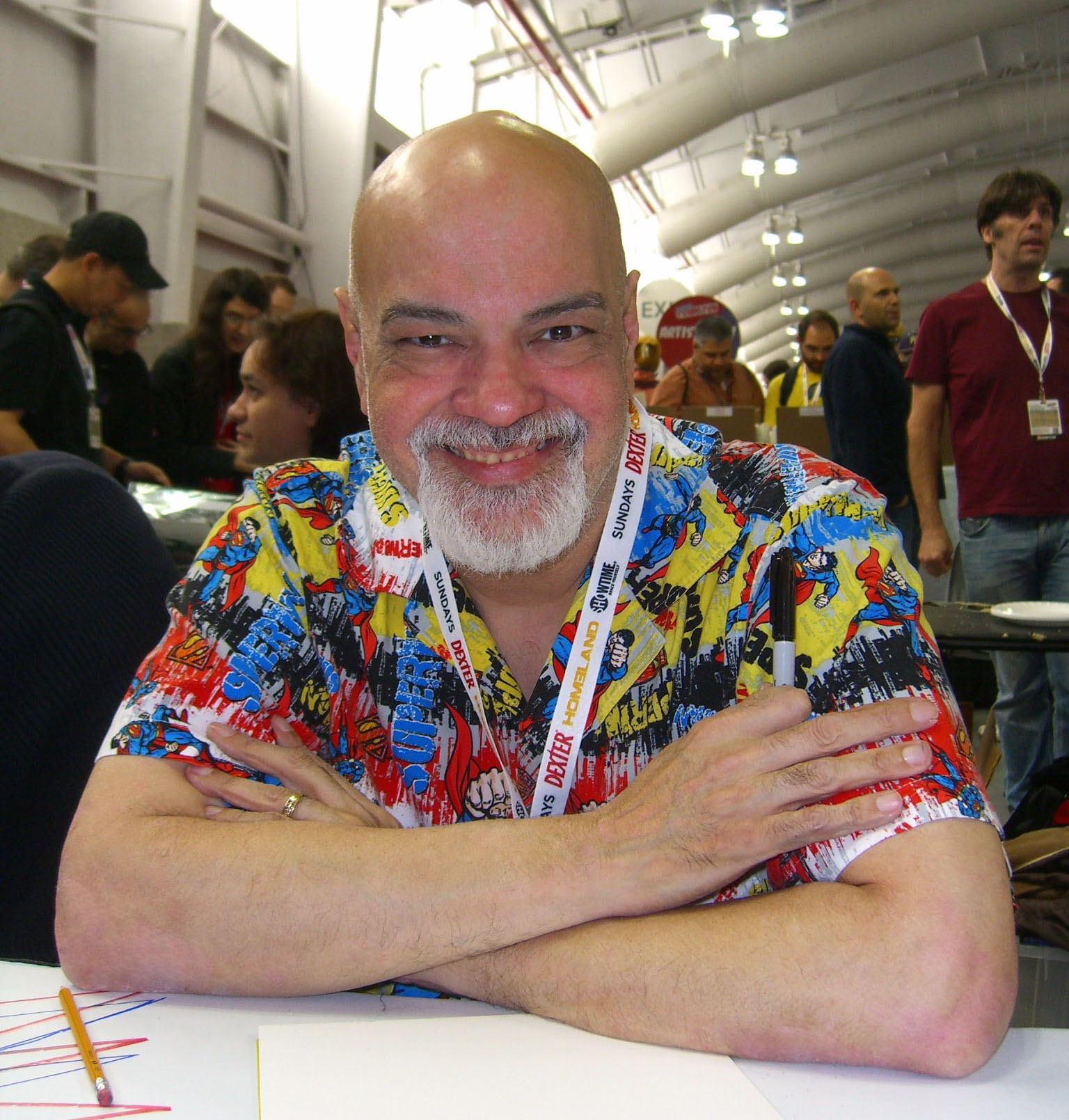
Le dessinateur et scénariste George Pérez chargé du redémarrage de la série en 1987.

Après Crisis, Greg Potter et George Pérez furent chargés de redémarrer les aventures de la super-héroïne, en 1987.
Les fans et les critiques considèrent les 60 numéros créés par Pérez comme l'un des points culminants de l'histoire de Wonder Woman. Pérez et Potter donnèrent à Wonder Woman une personnalité féministe, et les recherches approfondies de Pérez en matière de mythologie grecque insufflèrent plus de profondeur et de richesse que dans les versions précédentes.
Dans sa nouvelle incarnation, Wonder Woman est Diana, une princesse et émissaire de Paradise Island dans le monde des hommes. Au début, elle ne garde pas son identité secrète, et ne se comporte pas non plus comme une « super-héroïne », son personnage étant d'abord celui d'une ambassadrice méconnaissant le « monde des hommes. » Diana parle seulement le grec ancien, et doit apprendre l'anglais quand elle arrive aux États-Unis, au lieu de savoir le parler intuitivement. Néanmoins, Diana a reçu un entraînement de guerrière et n'hésite pas à tuer son adversaire lorsque c'est nécessaire. Les sujets de ses aventures sont la guerre, l'injustice, l'inégalité, la mort, et divers conflits impliquant les dieux de l'Olympe.
Les personnages secondaires sont eux aussi modifiés. Par exemple, Steve Trevor est changé en un officier de l'Air Force, qui paraît beaucoup plus âgé que Diana, et la traditionnelle romance entre les deux est abandonnée. À la place, Trevor est lié sentimentalement à Etta Candy, qui devient elle-même une officier militaire de rang important et plutôt ronde, mais sans exagération. Cheetah, l'ennemie de Diana, devient une femme qui peut se transformer en une féroce créature féline-humanoïde, du même niveau que Diana au combat.
Après que Pérez eut quitté les séries de comics, d'autres écrivains et dessinateurs, tels que William Messner-Loebs, John Byrne ou Greg Rucka, ont essayé de marcher sur ses traces, avec plus ou moins de bonheur.

### Seconde crise:Infinite Crisis(2005-2006)
S'opposant à Maxwell Lord et à Superman, Wonder Woman comprend que le second est mentalement contrôlé par le premier. Batman est alors grièvement blessé par Superman. Même si Diana peut battre Superman, elle comprend qu'il n'y a qu'un moyen de mettre fin à ce duel fratricide : tuer Maxwell Lord. Sans plus hésiter, elle lui brise le cou, scène relayée sur de nombreuses télévisions dans le monde entier (effet, à l'avance, orchestré par Maxwell Lord). Malgré son acte qui les a sauvés, elle est désavouée par Superman et par Batman ; une crise de confiance s'ensuit donc entre les trois amis. Malgré cela, elle se joint aux autres héros pour combattre les protagonistes qui ont engendré l'Infinite Crisis après avoir aidé et combattu aux côtés des Amazones de Themyscira. À la fin de l’Infinite Crisis, Diana, Bruce et Clark décident de se retirer pendant un an. Pour Diana, c'est avant tout une manière de se « ressourcer » et de reconsidérer son rôle en tant que Wonder Woman. Cela s'inscrit dans le One Year Later, période pendant laquelle Donna Troy devient la Wonder Woman par intérim.
Infinite Crisis a exercé une influence importante sur la biographie officielle de Wonder Woman, puisque l'un des effets de cette crise est l'altération plus ou moins importante d'événements de l'Univers DC. La première période de la Wonder Woman moderne (commençant à la fin des années 1950, finissant en 1986 et qui avait été « annulée » par les effets de la CIE) est rétablie dans certaines de ses grandes lignes. Ainsi, elle fait bien partie des membres fondateurs de la première Ligue de Justice et ne meurt pas pendant la CIE (bien que les circonstances entourant ce dernier événement restent obscures). Cependant, les origines actuelles de Wonder Woman restent bien celles narrées par George Perez dans les premiers numéros de la deuxième série Wonder Woman, en 1987.

## Description

### Personnalité
Wonder Woman, alias Diana Prince, est connue pour sa grande compassion, sa détermination et son sens de la justice. En tant que Wonder Woman, elle est une guerrière féroce et un leader naturel, toujours prête à combattre les forces du mal et à protéger les innocents. Elle incarne des idéaux de paix, d'amour et d'égalité. En tant que Diana Prince, son alter ego civile dans le monde des Hommes, elle est généralement perçue comme douce, intelligente et dotée d'une grande sagesse.

#### Diana Prince
Diana Prince est l'identité civile adoptée par Wonder Woman lorsqu'elle vit parmi les humains. Sous cette identité, elle travaille souvent comme infirmière ou officier de renseignement, utilisant ses compétences et sa connaissance approfondie des relations humaines pour aider ceux qui l'entourent. Diana est discrète et modeste, préférant garder son véritable pouvoir secret pour protéger son identité et ceux qu'elle aime.

#### Wonder Woman
En tant que Wonder Woman, Diana se distingue par son courage et sa volonté indomptable. Malgré son statut de princesse, elle est une combattante hors pair, formée aux arts martiaux amazones et possédant des capacités surhumaines. Elle est également un symbole d'émancipation et de force féminine, inspirant de nombreuses générations à travers ses actions héroïques.

#### Costume
Le costume de Wonder Woman a évolué au fil des décennies, mais certains éléments restent constants : le bustier rouge orné d'un aigle doré ou du symbole "W", en fonction des versions, la jupe ou le pantalon bleu étoilé, les bracelets pare-balles, le lasso de vérité, et la tiare ou diadème doré. Ces éléments emblématiques sont indissociables de son identité visuelle. Les modifications ont principalement concerné les matériaux (passant du tissu à une cuirasse pour son buste par exemple) souvent pour se rapprocher d'une esthétique plus mythologique.

#### Capacités
Wonder Woman possède une multitude de capacités surhumaines : force, vitesse, endurance et agilité exceptionnelles. Elle peut voler selon les versions, utiliser le lasso de vérité pour forcer quiconque à dire la vérité, et ses bracelets peuvent dévier les balles et autres projectiles. En outre, elle a une grande maîtrise des arts martiaux et des tactiques de combat. Son immortalité et sa résilience font d'elle une adversaire redoutable.

## Univers

### Lieux

#### Themyscira
Themyscira, aussi connue sous le nom d'Île du Paradis, est le lieu de naissance de Wonder Woman et la maison des Amazones. C'est une île isolée et magique, cachée des yeux du monde extérieur, où les Amazones vivent en paix et en harmonie avec la nature. Themyscira est un lieu de grande beauté, avec des paysages luxuriants, des temples anciens et des infrastructures sophistiquées dédiées à l'entraînement au combat et un sanctuaire dédiée à la féminité.

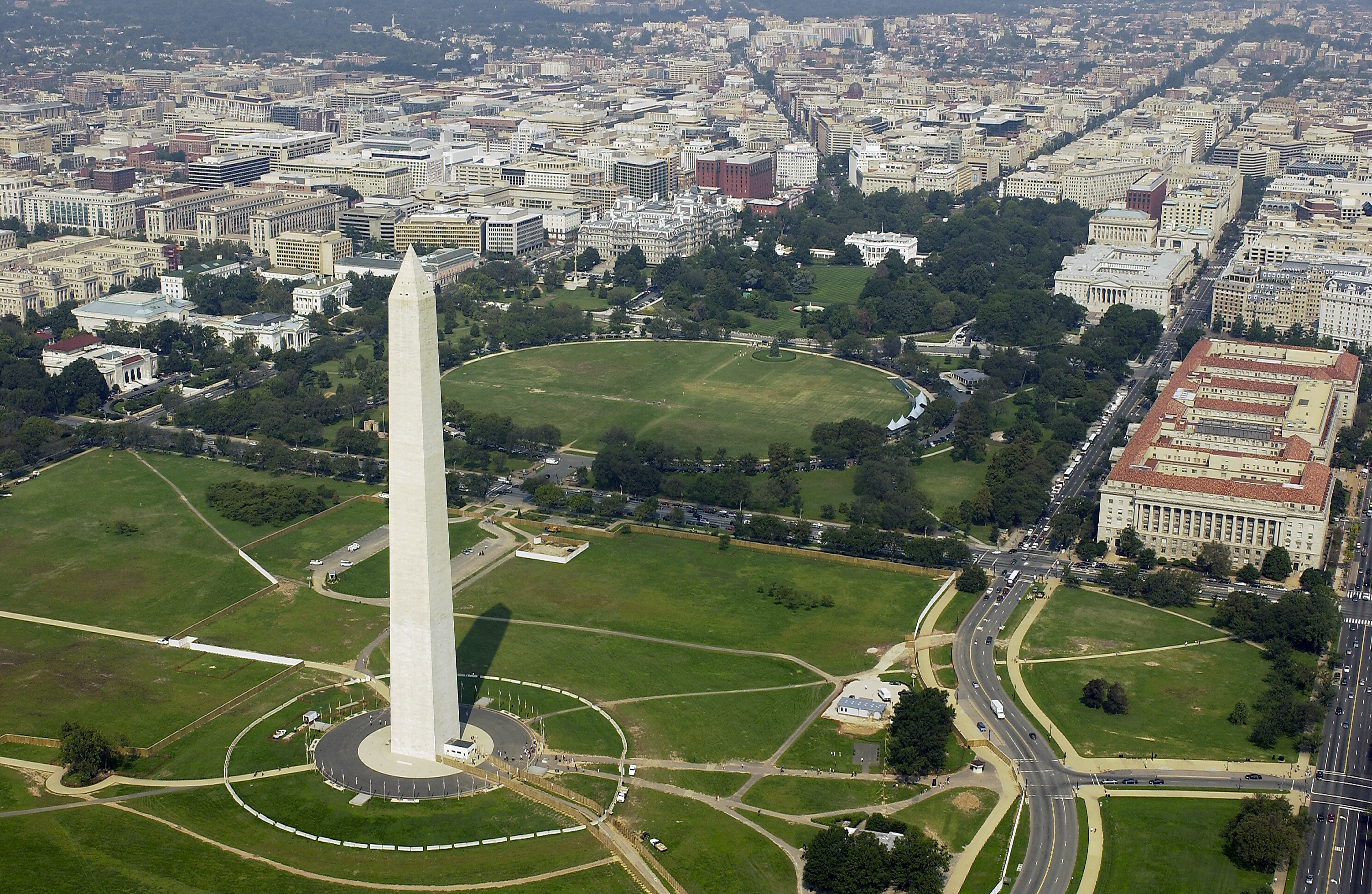
Washington, une des villes phares des aventures dessinées de Wonder Woman.

#### Washington
Washington, D.C., est l'une des résidences fréquentes de Diana Prince lorsqu'elle vit parmi les humains. En tant que Diana, elle travaille souvent au sein de différentes agences gouvernementales ou organisations non gouvernementales situées dans la capitale américaine. Washington, D.C., représente le centre de ses activités civiles et ses interactions avec les autorités et les institutions humaines.

#### Gateway City
Gateway City est une autre ville emblématique liée à Wonder Woman. Dans certaines versions de ses histoires, Diana déménage à Gateway City, où elle travaille comme archéologue. Cette ville sert de cadre à plusieurs de ses aventures et permet à Wonder Woman de se rapprocher des mystères de l'histoire et des artefacts anciens, souvent liés à son propre héritage amazonien.

### Famille

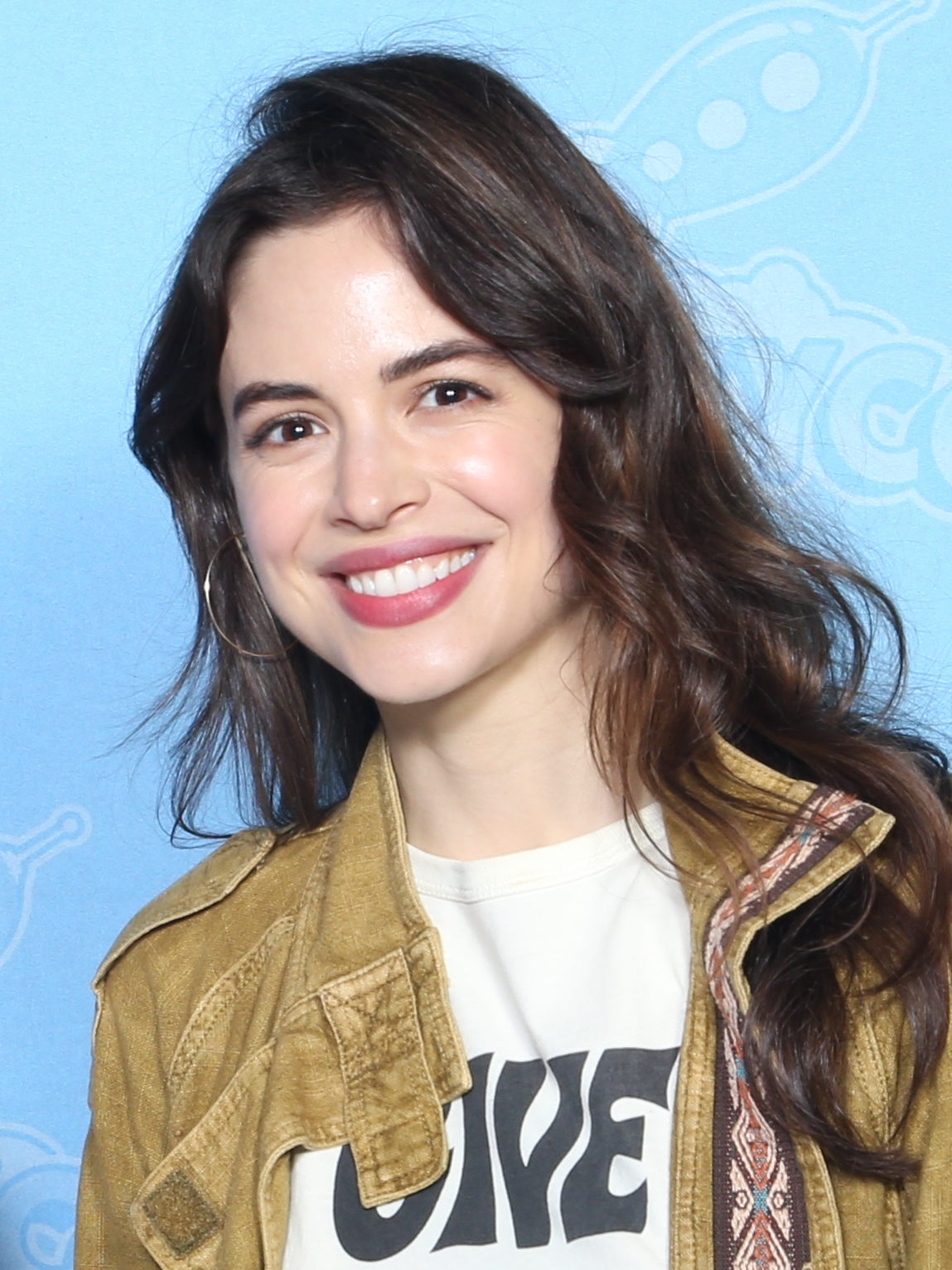
Conor Leslie, interprète de Wonder Girl / Donna Troy dans la série Titans.

#### Wonder Girl, fille adoptive de Diana
Wonder Girl est un titre porté par plusieurs personnages dans l'univers de DC Comics, principalement par Donna Troy et Cassie Sandsmark.
Donna Troy a été créée en 1965 par le scénariste Bob Haney et l'artiste Bruno Premiani. Elle est introduite comme une jeune fille prise sous l'aile de Wonder Woman, après avoir été sauvée d'un incendie par les Amazones et dotée de pouvoirs similaires à ceux de Diana. Donna incarne le rôle de Wonder Girl, formant également les Teen Titans, un groupe de jeunes super-héros. Elle a une relation particulièrement forte et profonde avec Wonder Woman. Diana joue un rôle crucial dans son éducation et son entraînement. En tant que fille adoptive de la princesse Amazone, Donna grandit sous la tutelle bienveillante de Diana, qui lui inculque les valeurs amazones de courage, de compassion et de justice.
Plusieurs événements marquants illustrent la profondeur de leur lien. Dans The New Teen Titans, Donna et Diana partagent plusieurs moments de camaraderie et de soutien émotionnel. Un des événements les plus significatifs est la quête de Donna pour découvrir ses origines dans l'arc narratif "Who is Donna Troy?" où Diana l'aide à reconstituer son passé perdu. Diana joue un rôle essentiel en soutenant Donna dans cette recherche d'identité, renforçant ainsi leur lien fraternel. Dans Crisis on Infinite Earths, Donna fait partie des héros qui luttent aux côtés de Diana pour sauver le multivers. Leur coopération pendant cette crise montre la confiance et la loyauté mutuelle entre les deux héroïnes.
Cassie Sandsmark, la deuxième Wonder Girl, apparaît pour la première fois en 1996, créée par John Byrne. Elle est la fille de l'archéologue Helena Sandsmark et reçoit ses pouvoirs grâce à des artefacts magiques donnés par Zeus. Cassie entretient une relation mentor-apprentie avec Wonder Woman, souvent vue comme une figure maternelle et une guide dans son développement en tant que super-héroïne.
Wonder Girl a été créée pour donner à Wonder Woman une protégée, comme Batman ayant Robin, ou Superman ayant Superboy, illustrant le thème de l'héritage et de la transmission. Elle permet également d'explorer les dynamiques familiales et les défis liés à l'apprentissage et à la croissance dans l'ombre d'un mentor légendaire.

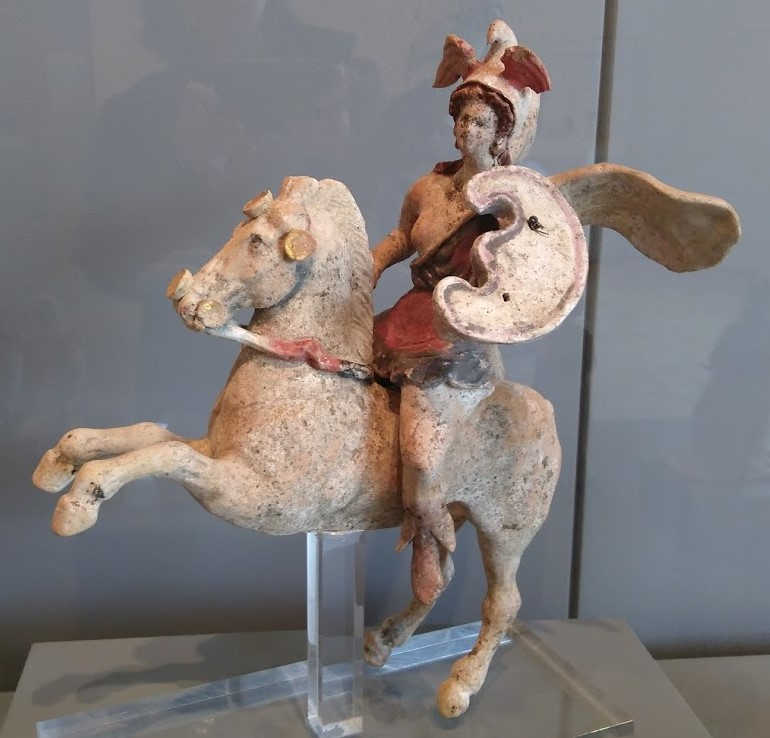
Statuette datant de la grèce Antique représentant une guerrière Amazone, dont est directement inspiré le peuple de Themyscira.

#### Les Amazones de Themyscira, peuple de Diana
Les Amazones jouent un rôle central dans la mythologie de Wonder Woman. Elles sont une race d'immortelles guerrières vivant sur Themyscira, dirigées par la reine Hippolyte, mère de Diana. Les Amazones sont connues pour leur force, leur sagesse et leur expertise au combat, étant les gardiennes de la paix et de la justice sur leur île.
Les Amazones ont élevé Diana avec des valeurs de compassion, de justice et d'honneur, influençant profondément son rôle de Wonder Woman. Leur civilisation est imprégnée de traditions anciennes, de dévotion aux déesses grecques et d'un engagement envers l'égalité et la protection des innocents. Les Amazones agissent souvent en soutien de Wonder Woman, fournissant aide et conseil lorsqu'elle en a besoin.
Les événements les plus marquants de l'histoire des Amazones incluent leur création par les dieux grecs, leur isolement sur Themyscira pour les protéger des hommes et leur dévouement à la mission de paix et de justice. La sororité est un aspect fondamental de leur société, où toutes les Amazones se considèrent comme des sœurs, créant un lien familial fort basé sur la solidarité, le respect et l'entraide. Cette sororité influence la relation de Diana avec les autres Amazones, renforçant son engagement à protéger et à guider ses sœurs dans leurs missions communes.

#### Hippolyte, mère de Diana
Hippolyte est la reine des Amazones et la mère de Diana. Elle est une figure centrale de la mythologie amazonienne et joue un rôle crucial dans l'univers de DC Comics. Hippolyte est apparue pour la première fois dans All Star Comics #8 en 1941.
Elle est souvent représentée comme une souveraine sage et bienveillante, guidant son peuple avec force et compassion. Selon les versions, Hippolyte a sculpté Diana à partir d'argile, une statue auquel les dieux de l'Olympe donne vie, ou bien a entretenu une laison secrète avec Zeus, faisant de la princesse Amaazone une Demi-déesse.
Parmi les moments marquants de l'histoire d'Hippolyte, on compte sa décision d'envoyer Diana dans le monde des hommes pour être une ambassadrice de paix, prise lors d'un concours pour déterminer quelle Amazone serait la plus digne de cette mission, un concours que Diana gagne en secret, ou bien également lorsqu'elle a joué un rôle important dans plusieurs arcs narratifs majeurs. Par exemple, elle a pris temporairement le rôle de Wonder Woman dans les années 1990. De plus, dans le cadre de DC Rebirth, Hippolyte a été une figure clé dans le rétablissement des souvenirs et de l'histoire de Diana, aidant à clarifier son passé et ses origines.
Hippolyte représente donc une figure maternelle et de leader, non seulement pour sa fille Diana, mais également pour toutes les Amazones de Themyscira, incarnant les idéaux de sororité, de force et de justice.

#### Nubia, jumelle de Diana
Nubia est une autre personnage importante dans l'univers de Wonder Woman, créée par Robert Kanigher et Don Heck et apparue pour la première fois dans Wonder Woman #204 en 1973. Nubia est souvent décrite comme la "sœur jumelle" de Diana, forgée à partir de la même argile par Hippolyte, mais ensuite enlevée par Arès, le dieu de la guerre. Contrairement à Diana, qui a grandi sur Themyscira, Nubia a été élevée dans un environnement marqué par la guerre et la violence, influencée par les enseignements d'Arès.
L'une des rencontres marquantes entre Nubia et Diana se produit lorsque Nubia défie Wonder Woman dans un duel, revendiquant le titre de "vraie" Wonder Woman. Après ce duel, elles découvrent leur lien familial, ce qui permet à Nubia de se libérer de l'influence d'Arès et de se réconcilier avec Diana.
Nubia incarne un miroir sombre de Wonder Woman, représentant les aspects de la force et de la puissance sans la même éducation pacifique. Cependant, après leur réunion, Nubia devient une alliée précieuse pour Diana, aidant souvent à protéger Themyscira et à combattre les ennemis communs. Dans les comics plus récents, Nubia est réintroduite et reprend le titre de Wonder Woman avec des histoires enrichissant son background et explorant davantage sa relation avec Diana et les Amazones. Elle devient une figure importante dans la défense de Themyscira .

#### Elizabeth, fille biologique de Diana
Elizabeth Marston Prince est un personnage récemment introduit dans l'univers de DC Comics en 2024 par le scénariste Tom King dans la série Wonder Woman : Hors-la-loi (Wonder Woman: Outlaw). Elle est présentée comme la fille biologique de Diana, une première pour une timeline canonique DC. Elizabeth est devenue un personnage central au sein des nouvelles histoires de l'héroïne et de l’ère Rebirth débutée depuis mai 2016. Dotée d'un lien profond avec sa mère, Elizabeth incarne une nouvelle génération de héros au sein de l'univers DC, aux côtés par exemple de Jonathan Kent et Damian Wayne, fils respectifs de Superman et Batman. Bien que ses pouvoirs et ses origines exactes soient encore entourés d’un certain mystère, son introduction marque une étape importante dans l'évolution de Wonder Woman, enrichissant la mythologie du personnage avec une nouvelle dynamique familiale.
Elizabeth Marston Prince est évidemment un nom qui rend hommage à William Moulton Marston, le créateur de Wonder Woman. Elle porte un costume qui rend hommage à sa mère tout en affirmant sa propre identité, arborant une armure dorée au niveau du buste, rappelant le plastron emblématique de Wonder Woman, ainsi que l’iconique diadème doré avec une étoile rouge, et ses bottes rouges et ses brassards métalliques sont également des clins d'œil directs à l'héritage amazonien. Cependant, son costume se distingue par une combinaison plus moderne bleu foncé avec des accents rouges et blancs, et abandonne la jupe pour un pantalon serré, reflétant un style plus contemporain. 
Elle est introduite dans le récit de Wonder Woman : Hors-la-loi à travers une narration qui se déroule sur deux plans temporels. D'un côté, l'histoire se déroule dans un futur où le lecteur fait la rencontre d’Elizabeth adulte, jouant un rôle central dans l'univers de DC Comics. De l'autre, la narration explore le passé de sa mère Diana devenue paria, offrant un regard sur les événements qui ont conduit à cette situation. Cette dualité temporelle permet de découvrir Elizabeth d'abord dans son rôle de future protectrice et héritière de l'héritage de sa mère, tout en révélant progressivement ses origines et son développement à travers ces flashbacks.

## Alliés et ennemis

### Alliés
Wonder Woman fait souvent appel à des alliés dans ses quêtes pour la justice et l'amour. Sa personnalité charismatique et profondément bienveillante attire de nombreux amis et partenaires qui la soutiennent dans ses missions. Parmi ses alliés les plus notables, on trouve Steve Trevor, Etta Candy, Wonder Girl, Hippolyte, Artemis de Bana-Mighdall, et la Justice League.

#### Steve Trevor

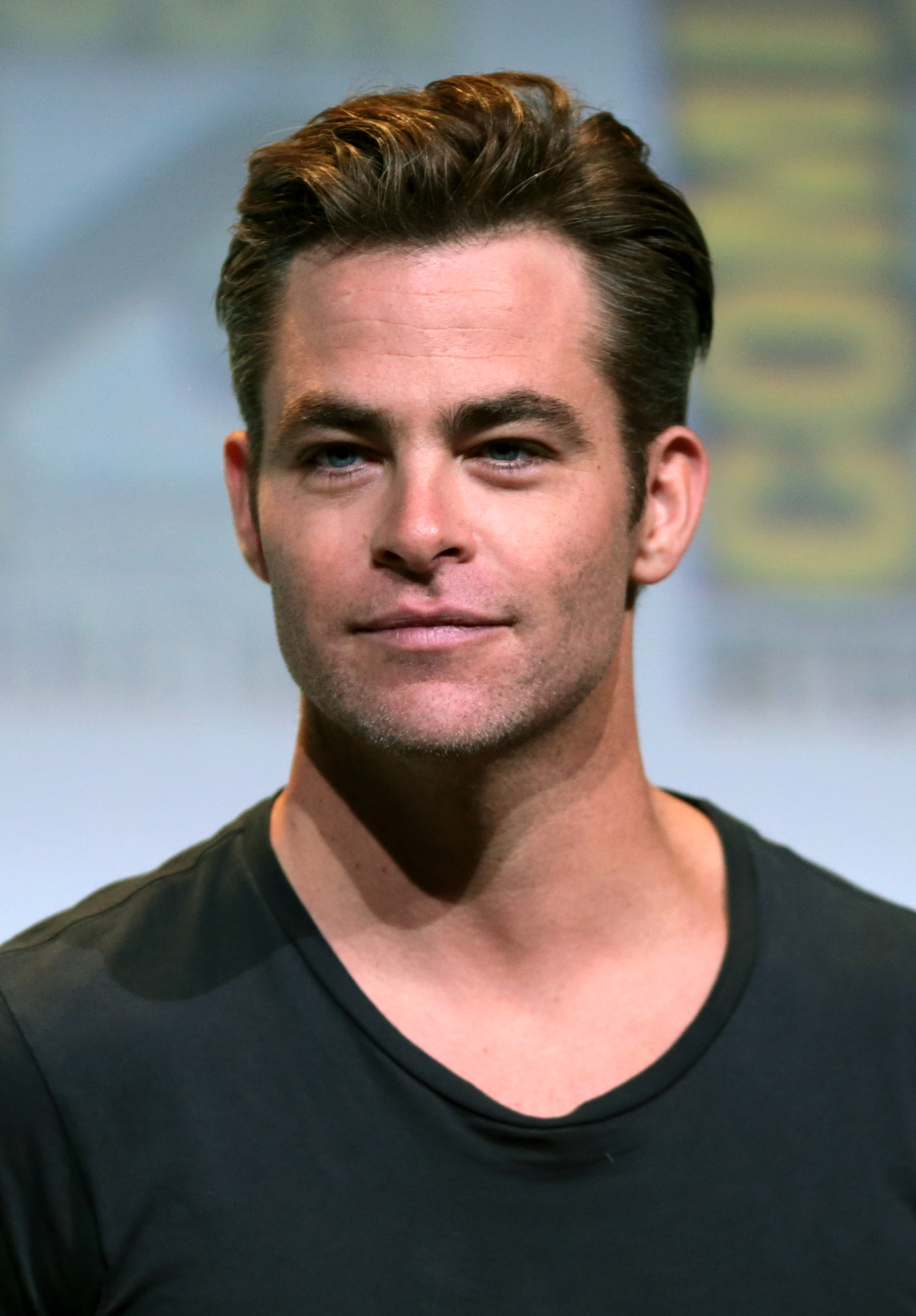
Chris Pine, interprète de Steve Trevor dans le film de 2017.

Steve Trevor est un officier de l'armée américaine et l'un des premiers alliés de Wonder Woman, et l'un des plus importants, étant son premier contact avec un homme et le monde extérieur. Il s'échoue sur Themyscira, où il rencontre Diana pour la première fois. Leur relation est à la fois professionnelle et personnelle, Steve étant souvent un soutien moral et stratégique pour Wonder Woman dans ses combats contre les forces du mal, voir un amoureux selon les versions. En termes d'adaptation, il apparaît notamment dans la série télévisée Wonder Woman de 1975, les deux opus cinématographiques de 2017 et 2020, Wonder Woman (2017) et Wonder Woman 1984, ainsi que dans les deux films d'animation consacrés à la princesse Amazone, Wonder Woman (2009) et Wonder Woman: Bloodlines.

#### Etta Candy
Etta Candy est une amie proche et confidente de Diana. Etta est souvent représentée comme une femme courageuse et loyale, qui aide Wonder Woman tant dans ses missions héroïques que dans sa vie civile. Leur amitié est un pilier central dans la vie de Diana, Etta apportant souvent une perspective humaine et un soutien indéfectible. En termes d'adaptation, elle apparaît notamment dans la série télévisée Wonder Woman de 1975, l'opus cinématographique de 2017, ou bien encore dans les deux longs métrages d'animation consacrés à la princesse Amazone, Wonder Woman (2009) et Wonder Woman: Bloodlines.

#### Wonder Girl

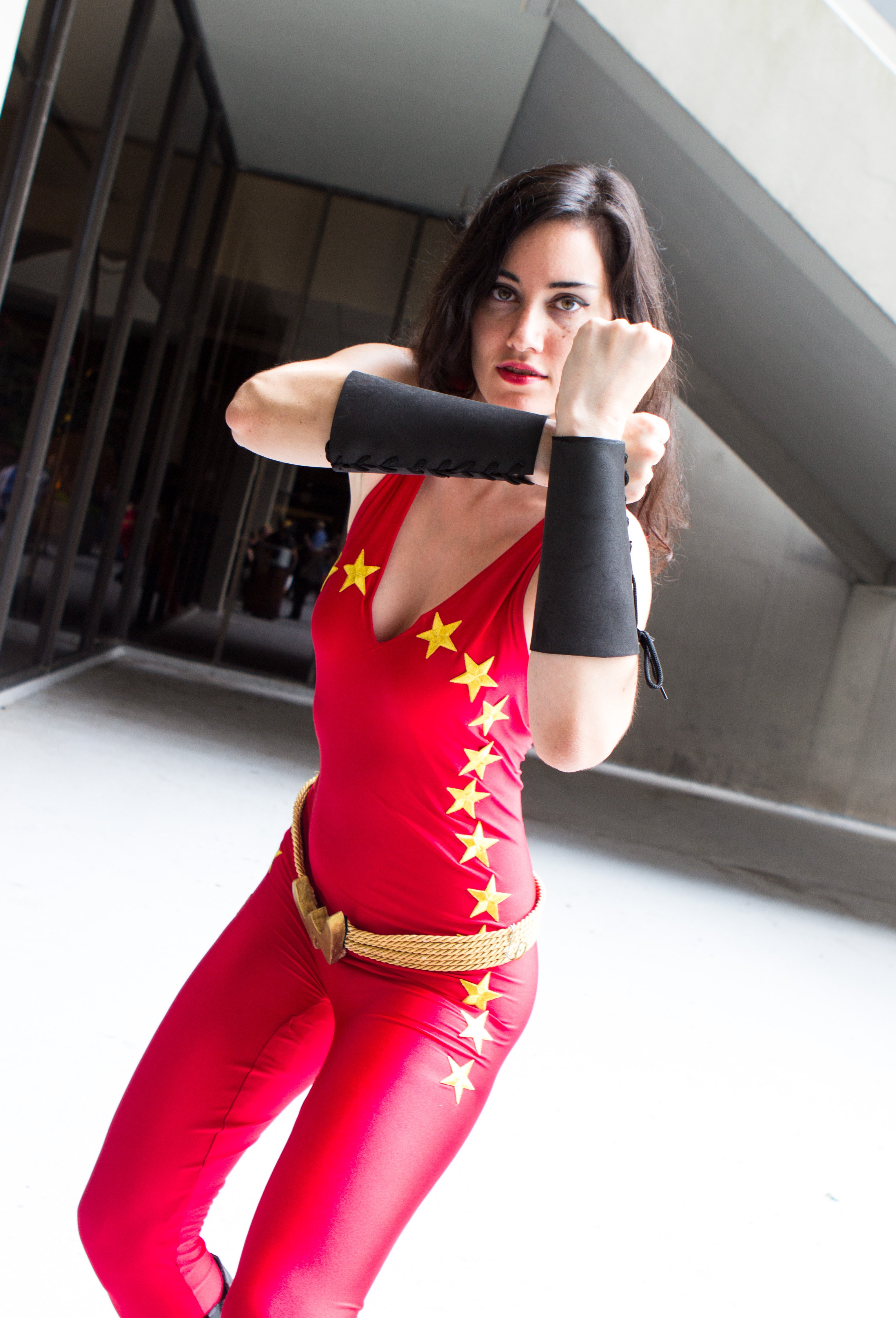
Cosplay de Wonder Girl au Dragon Con de 2013.

Wonder Girl est le titre porté par plusieurs jeunes héroïnes qui suivent les traces de Wonder Woman. La plus célèbre d'entre elles est Donna Troy, une Amazone comme Diana, qui partage de nombreuses aventures avec elle, et membre des Teen Titans. Cassie Sandsmark est une autre Wonder Girl notable, qui est également protégée et formée par Diana. En termes d'adaptation, elle apparaît dans la série animée Teen Titans de 2003, le film d'animation Teen Titans: The Judas Contract ou bien encore la série télévisée Titans de 2018.

#### Hippolyte

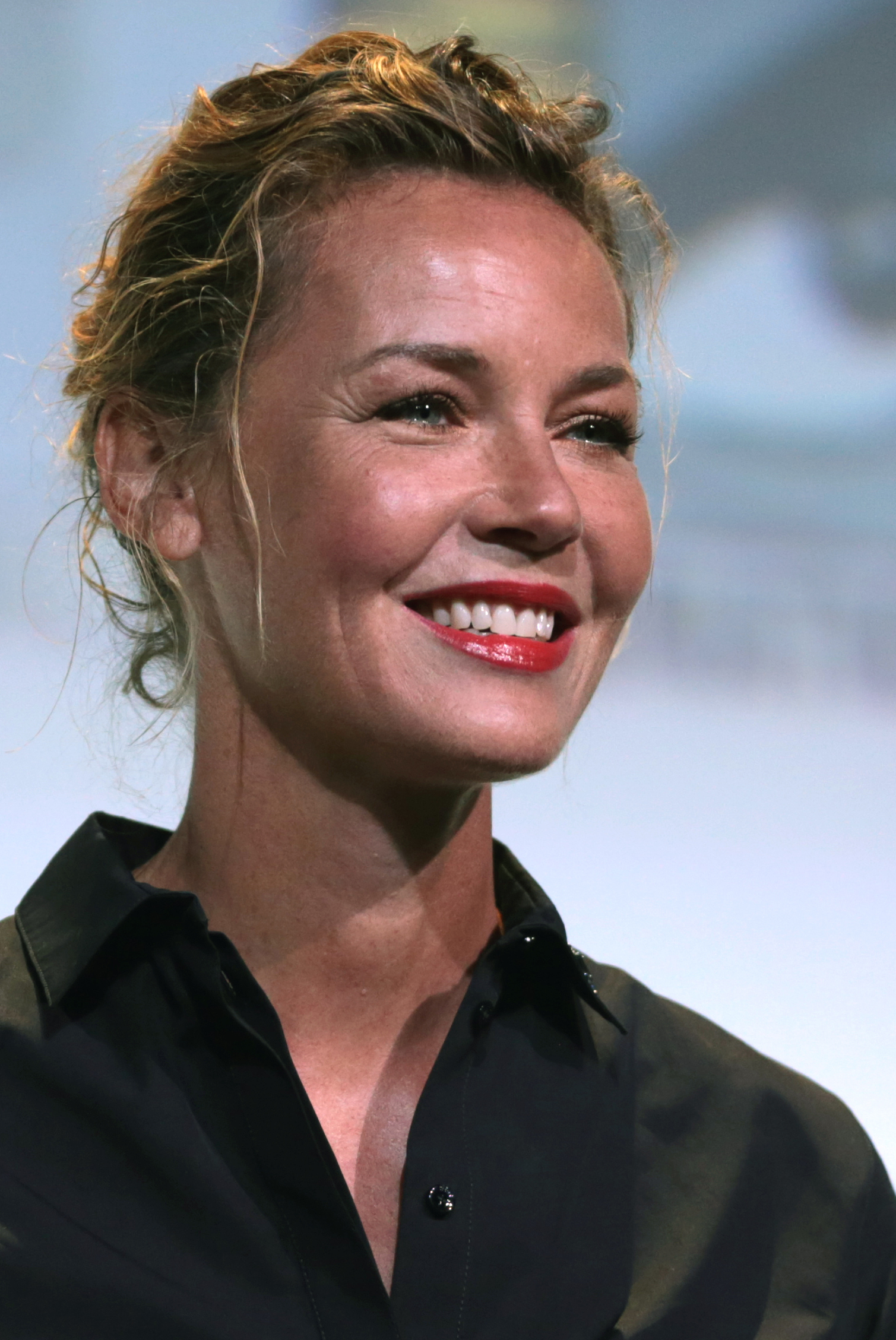
Connie Nielsen, interprète d'Hyppolite dans le DCEU.

Hippolyte est la reine des Amazones et la mère de Diana. Elle est une figure d'autorité et de sagesse, souvent conseillère et soutien moral pour Wonder Woman. Leur relation mère-fille est centrale dans les histoires de Diana, apportant une dimension personnelle et émotive à ses aventures, et c'est elle qui, dans plusieurs versions, lui donne vie en la sculptant elle-même dans l'argile. En termes d'adaptation, elle apparaît notamment dans la série télévisée Wonder Woman de 1975, les deux opus cinématographiques de 2017 et 2020, Wonder Woman (2017) et Wonder Woman 1984, ainsi que dans le film Justice League et sa director's cut Zack Snyder's Justice League, ou dans les deux films d'animation consacrés à la princesse Amazone, Wonder Woman (2009) et Wonder Woman: Bloodlines.

#### Artemis de Bana-Mighdall
Artemis de Bana-Mighdall est une guerrière amazone issue, comme son nom l'indique, de la tribu des Bana-Mighdall. Initialement rivale de Wonder Woman, elle devient par la suite une alliée précieuse. Artemis est connue pour sa bravoure et sa force, et bien qu'elles aient des divergences, elle et Diana partagent un respect mutuel et combattent souvent côte à côte. En termes d'adaptation, elle apparaît dans le film d'animation Wonder Woman de 2009, ou encore dans le jeu vidéo DC unchained.

### Ennemis
Wonder Woman a affronté de nombreux ennemis redoutables au fil des ans, certains étant devenus des adversaires emblématiques.

#### Cheetah

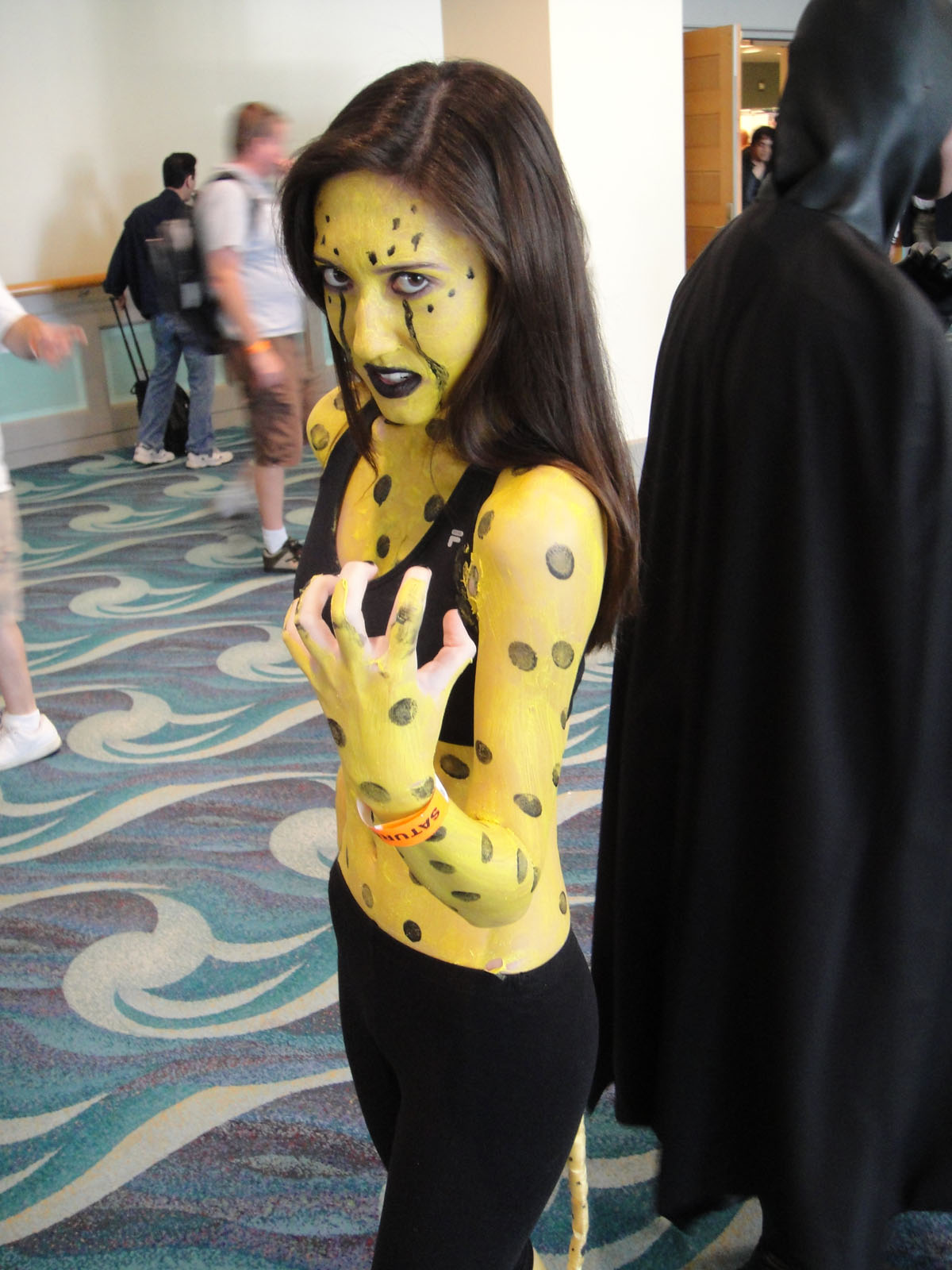
Cosplay de Cheetah au Beach Expo de 2011.

Cheetah, alias Barbara Ann Minerva, est l'un des ennemis les plus récurrents de Wonder Woman. Souvent de prime abord alliée de l'Amazone, elle est une archéologue maudite par une divinité africaine, ce qui lui confère des pouvoirs félins et une force surhumaine. Cheetah est une adversaire redoutable pour Wonder Woman en raison de sa férocité, de sa vitesse et de son agilité, ainsi que de sa haine profonde envers l'Amazone, qu'elle tient souvent responsable de sa transformation. En termes d'adaptation, elle apparait notamment dans le film Wonder Woman 1984, le long métrage d'animation Wonder Woman de 2009, ou bien encore dans le jeu-vidéo Injustice 2.

#### Arès

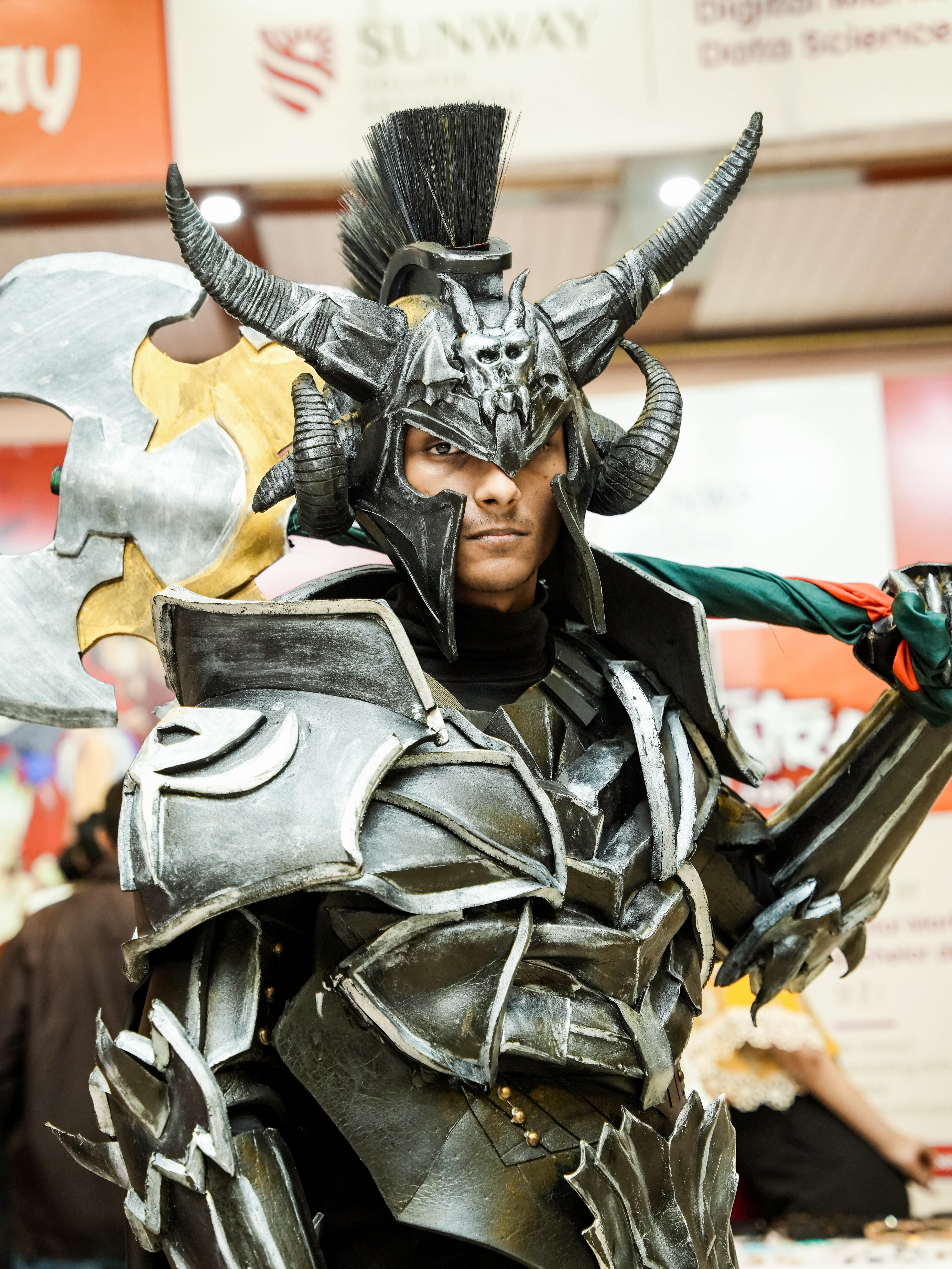
Cosplay de Arès inspiré de son apparence dans le jeu-vidéo Injustice de 2013.

Arès, le dieu de la guerre dans la mythologie grecque, est un ennemi fréquent de Wonder Woman. Il cherche souvent à semer le chaos et à inciter à la violence pour satisfaire sa soif de conflit. En tant que l'un des principaux antagonistes de Wonder Woman, Arès représente une menace constante pour la paix et la stabilité du monde. En termes d'adaptation, il apparaît notamment dans l'opus cinématographique Wonder Woman de 2017, ainsi que dans le film Zack Snyder's Justice League, ainsi que dans le long métrage d'animation Wonder Woman de 2009 ou bien encore le jeu vidéo Injustice de 2013.

#### Giganta
Giganta est une adversaire redoutable de Wonder Woman, connue pour sa taille gigantesque et sa force surhumaine. Elle a souvent été associée à l'organisation criminelle appelée la Société Secrète des Super-Vilains, où elle a combattu Wonder Woman et d'autres héros de l'univers DC. Sa rivalité avec Wonder Woman est souvent alimentée par sa jalousie envers l'Amazone et son désir de prouver sa supériorité. En termes d'adaptation, elle apparaît notamment dans les séries animées Super Friends de 1973, La Ligue des Justiciers de 2001, le film d'animation Wonder Woman: Bloodlines de 2019, ou encore dans le jeu vidéo DC Legends et Lego DC Super-Vilains en 2018.

#### Circe
Circe est une puissante sorcière de la mythologie grecque et une ennemie redoutable de Wonder Woman. Elle possède un large éventail de pouvoirs magiques, y compris la capacité de transformer ses ennemis en animaux ou en pierre. Circe représente un défi unique pour Wonder Woman en raison de sa ruse et de sa capacité à manipuler la magie pour ses propres desseins maléfiques. En termes d'adaptation, elle apparaît notamment dans la série animée La Nouvelle Ligue des Justiciers de 2004, dans le jeu vidéo DC universe online de 2011 et dans la future série d'animation du DCU de James Gunn, Creature Commandos.

#### Docteur Poison
Le Docteur Poison, est une scientifique criminelle spécialisée dans les poisons et les toxines. Elle est souvent impliquée dans des complots visant à semer le chaos et à causer des ravages biologiques. Son expertise en chimie et en biologie en fait une adversaire redoutable pour Wonder Woman, et elle est souvent associée à des organisations terroristes ou criminelles. En termes d'adaptation, elle est l'un des antagonistes principal du film Wonder Woman de 2017, apparaît dans le film d'animation Wonder Woman: Bloodlines de 2019, ou bien encore dans le jeu vidéo Lego DC Super-Vilains de 2018.

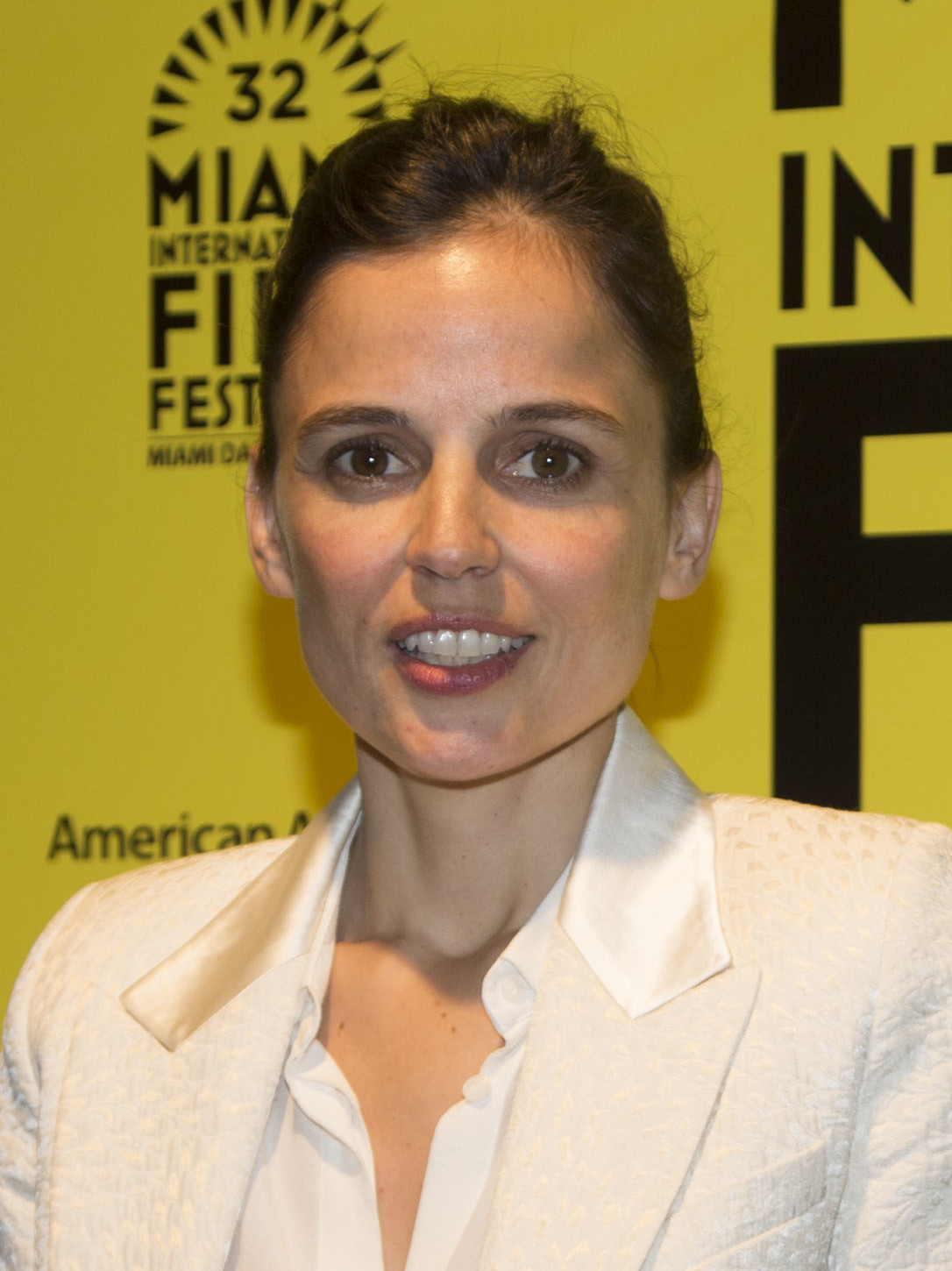
Elena Anaya, interprète du Docteur Poison dans le film Wonder Woman de 2017.

### Ennemis notables
Parmi les autres ennemis notables de Wonder Woman, on compte également Veronica Cale, Cléa, Silver Swan, Eris, Docteur Cyber, Docteur Psycho, Cerbère, ou encore le Maître des Miroirs.

### Relation avec les autres super-héros
Wonder Woman entretient des relations complexes et variées avec d'autres super-héros, tant au sein d'équipes que dans des partenariats individuels.

#### Équipes de super-héros

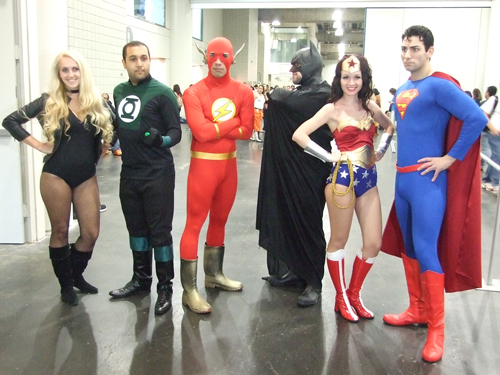
Cosplay de la Ligue des Justiciers.

En tant que membre éminent de la Justice League, Wonder Woman travaille régulièrement aux côtés d'autres héros iconiques tels que Superman, Batman, Flash et Green Lantern pour affronter les menaces mondiales. Son rôle au sein de l'équipe est souvent celui d'une voix de raison, apportant à la fois force physique et sagesse diplomatique. Sa présence dans la Justice League est cruciale pour équilibrer les dynamiques de l'équipe, et elle est respectée de manière universelle pour sa force, son courage et sa compassion. En dehors de la Justice League, Wonder Woman a également été membre des Amazones, des Star Sapphires et de la Société de justice d'Amérique, où elle a continué à démontrer son leadership et son dévouement à la cause du bien. Ses alliances avec ces différentes équipes soulignent son statut d'héroïne universelle, prête à unir ses forces avec d'autres pour protéger le monde,,.

#### Relation avec Batman et Superman
Dans l'univers des bandes dessinées, la relation entre Wonder Woman, Batman et Superman est complexe et profonde. Avec Batman, Wonder Woman partage un sens de la justice rigoureux et une détermination sans faille pour combattre le crime. Leur partenariat est basé sur le respect mutuel et une compréhension tacite de l'importance de leur mission commune. Bien que leurs méthodes diffèrent, leur collaboration est souvent fructueuse, et ils se considèrent comme des alliés de confiance. Ils ont souvent été confrontés à des défis insurmontables ensemble, mais leur alliance a toujours résisté, renforçant ainsi leur amitié et leur respect mutuel.
La relation entre Wonder Woman et Superman est également significative. En tant que deux des plus grands défenseurs de la justice, ils partagent un lien spécial basé sur le respect, l'admiration et parfois même l'amour. Leur partenariat est souvent perçu comme une alliance entre deux symboles d'espoir et de force, s'unissant pour protéger le monde des dangers qui le menacent. Leur connexion profonde est alimentée par leur engagement commun envers la préservation de la paix et de la justice, faisant d'eux des partenaires indispensables dans la lutte contre le mal.

## Vie sentimentale
Wonder Woman a souvent été associée à des relations amoureuses dans les bandes dessinées, explorant ainsi différents aspects de sa vie personnelle.

### Dans les comics
Dans les comics, Wonder Woman a eu plusieurs relations amoureuses. Sa romance la plus célèbre est sans doute avec Steve Trevor, un officier de l'armée américaine qu'elle rencontre lors de ses premières aventures. Leur relation a été tumultueuse, marquée par des hauts et des bas, mais elle a également été une source de force et de soutien pour Wonder Woman. D'autres partenaires notables incluent Superman et Batman, avec lesquels elle a partagé des liens romantiques dans diverses itérations des bandes dessinées. Superman représente souvent un idéal d'espoir et de puissance pour Wonder Woman, tandis que Batman incarne la noirceur et la détermination, créant ainsi des dynamiques complexes dans leurs relations. En dehors de ces relations principales, Wonder Woman a également eu des liaisons avec des personnages comme Trevor Barnes, Nemesis, et même Aquaman dans certaines versions des comics. Ces relations amoureuses ont contribué à enrichir le caractère complexe de Wonder Woman, mettant en lumière ses luttes personnelles et ses désirs en tant qu'être humain et super-héroïne,,,,.

### Dans le film de 2017

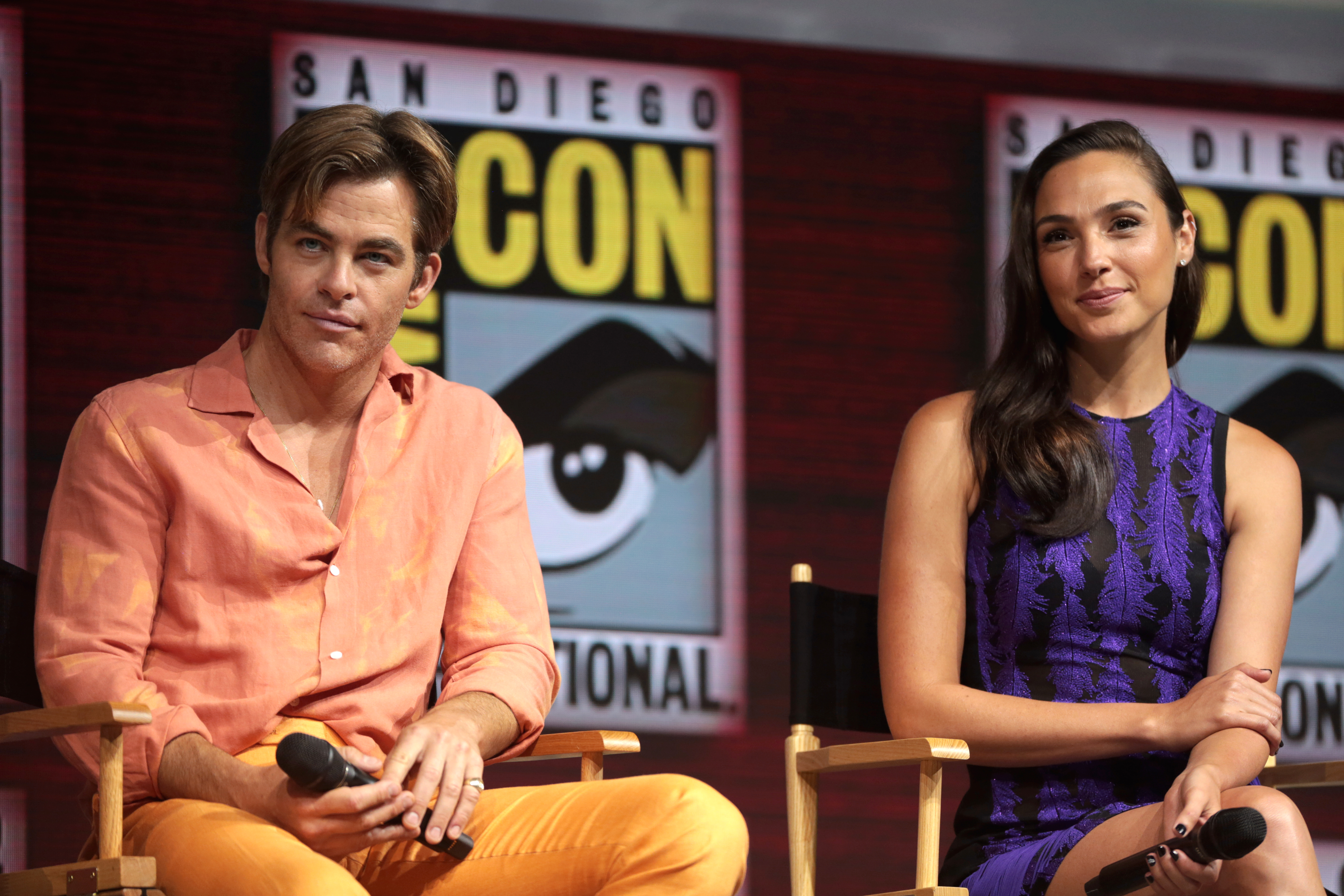
Gal Gadot et Chris Pine, interprètres respectifs de Wonder Woman et Steve Trevor dans le film de 2017.

Dans le film de 2017 "Wonder Woman", la relation sentimentale de Diana Prince est principalement explorée avec Steve Trevor. Leur rencontre sur l'île de Themyscira et leur collaboration dans la Première Guerre mondiale constituent le cœur du récit. La dynamique entre Diana et Steve est celle d'un amour naissant entre deux personnes aux antécédents et aux perspectives très différents. Leur connexion émotionnelle se développe au fur et à mesure qu'ils luttent ensemble contre les forces du mal, et leur relation est à la fois tendre et poignante. Bien que leur histoire d'amour soit tragiquement interrompue, elle reste un élément central du développement du personnage de Wonder Woman dans le film, lui permettant de découvrir la force du sentiment humain et de l'amour véritable.

### Bisexualité
Dans le reboot du comics lancé en 2016, Wonder Woman considère les relations homosexuelles comme normales. Pour Greg Rucka, scénariste responsable de cette nouvelle version du personnage, l'amazone a toujours été « queer ou bisexuelle »,. Il indique qu'il s'agit pour lui d'une évidence, étant donné l'univers interne du comics où, dans l'île Themyscira d'où vient Wonder Woman, des femmes vivent entre elles sans présence masculine. Si pour des fans assidus, ainsi que Gail Simone, cette confirmation n'est en rien une surprise, l'annonce a été abondamment reprise et commentée sur les réseaux sociaux,.
L'annonce de la bisexualité de Wonder Woman vient à une époque où DC Comics met en avant davantage de diversité et de visibilité de personnages LGBT dans ses productions ; ainsi, plusieurs autres personnages de l'univers DC — Catwoman, John Constantine, Harley Quinn ou encore Poison Ivy  — sont annoncés ou confirmés comme bisexuels dans les années 2010.

## Adaptations dans d’autres médias

### Adaptations cinématographiques

#### DCEU de 2016 à 2023

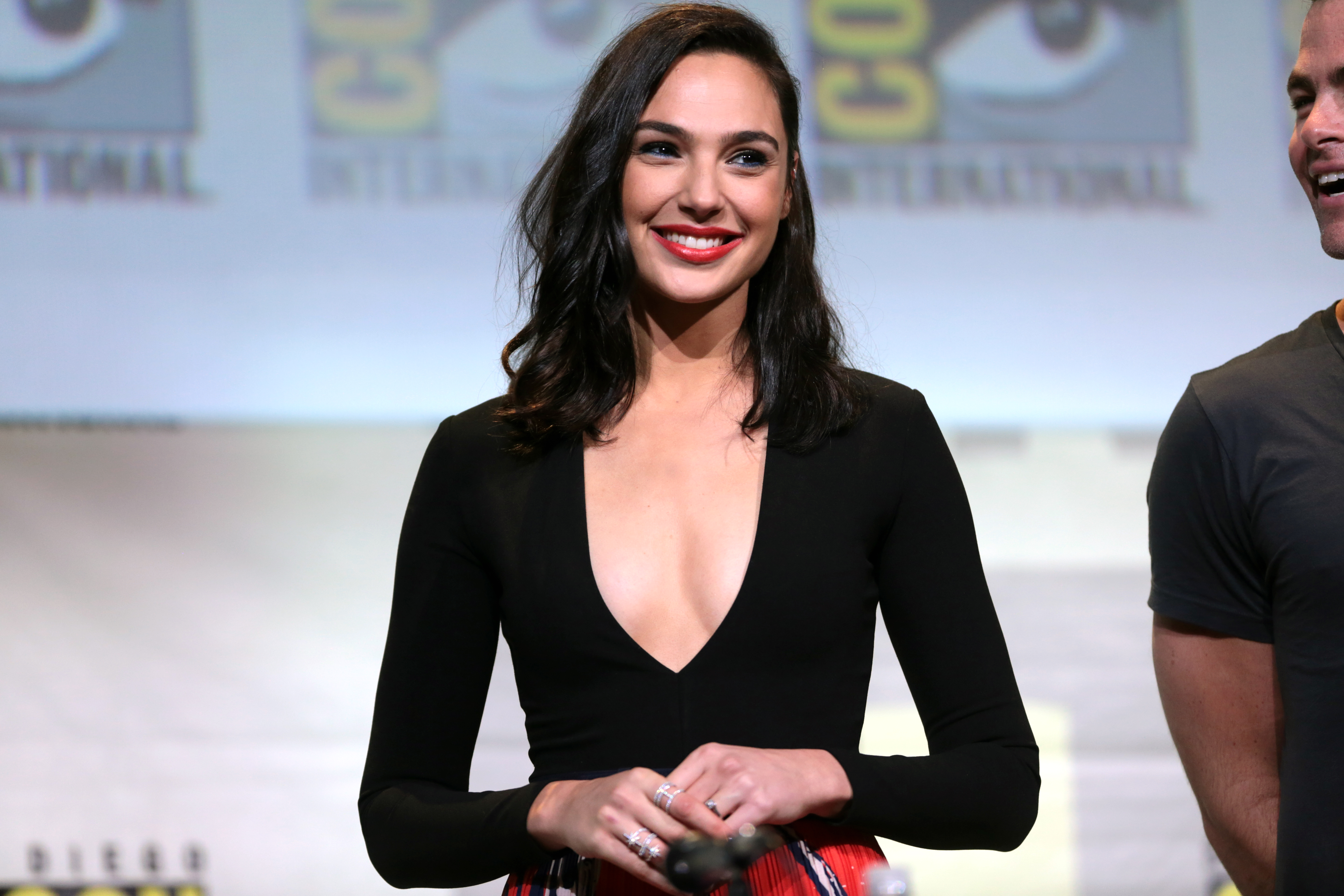
Gal Gadot au Comic-Con, 2016.

En 2005, le projet d'un film consacré à Wonder Woman est annoncé, avec pour réalisateur Joss Whedon. Le 3 février 2007, ce dernier explique sur son site internet qu'il se retire du projet, n'ayant pu s'entendre avec Warner Bros sur un scénario. La sortie du film est alors repoussée en 2009. L'annonce de la production du film a suscité, pendant deux ans, une avalanche de rumeurs (souvent démenties aussitôt) concernant l'identité de l'actrice qui devrait incarner l’héroïne. En expliquant les motivations de son retrait du projet, Joss Whedon a mis fin à ces rumeurs, affirmant que le casting du film n'avait jamais commencé et qu'aucun nom n'avait été évoqué.
Le 4 décembre 2013, Gal Gadot est choisie pour jouer le rôle de Wonder Woman et signe également un contrat de trois films avec le studio, qui comprend Justice League et un film Wonder Woman en solo. Wonder Woman apparaît initialement au sein de l'univers cinématographique DC dans Batman v Superman : L'Aube de la justice, un film américain en prise de vue réelle, la suite de Man of Steel. La super-héroïne apporte une aide significative à l'Homme d'acier (incarné par Henry Cavill) et au Chevalier noir (interprété par Ben Affleck) afin de vaincre Doomsday, un monstre créé par Lex Luthor à partir de la dépouille de Zod. Wonder Woman se défend beaucoup mieux contre cette créature que les deux héros masculins, selon le vœu du réalisateur Zack Snyder qui souhaite montrer « une guerrière farouche et intimidante, décapante, marquée par les combats et immortelle. »

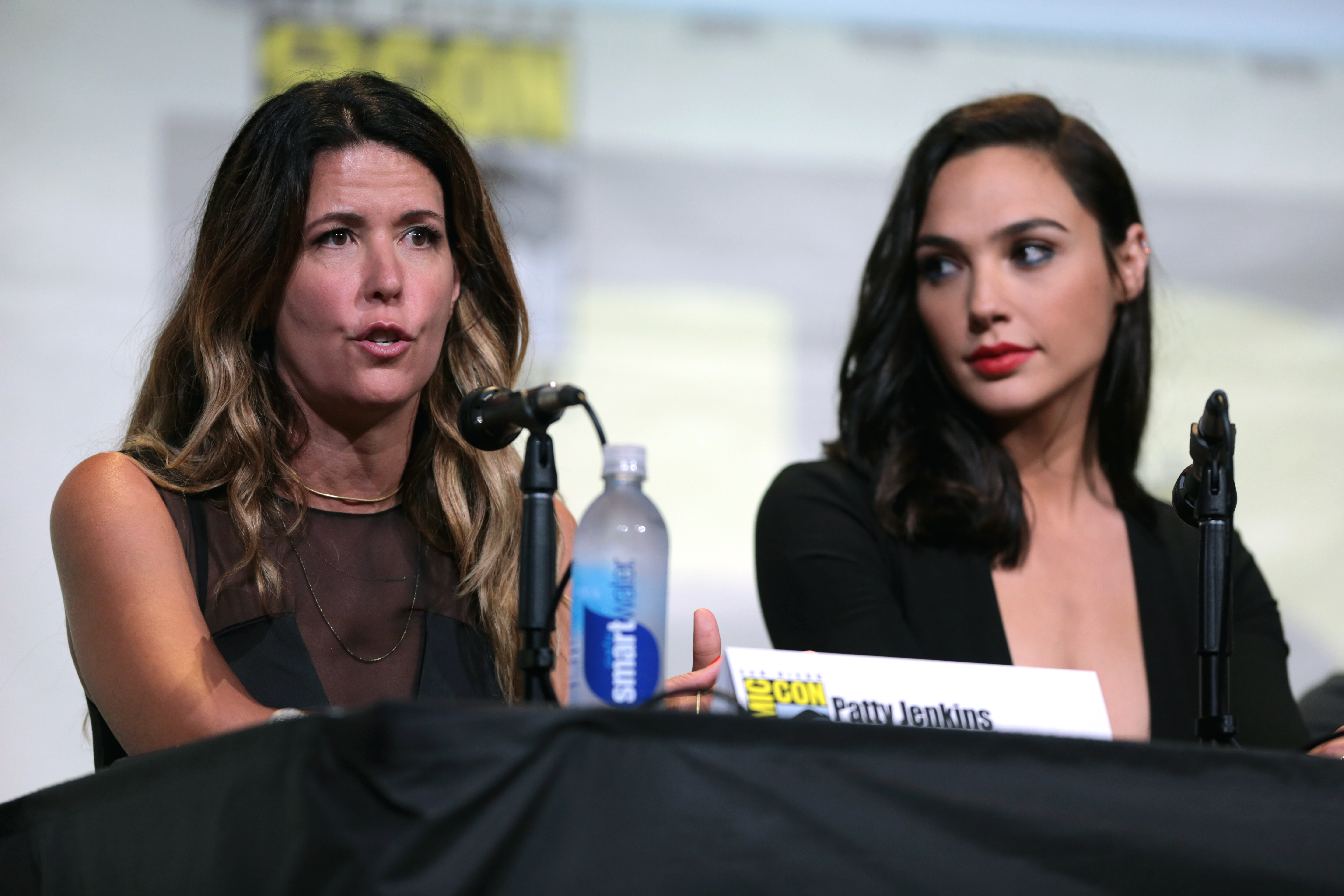
Patty Jenkins, réalisatrice des deux opus cinématographiques, aux côtés de Gal Gadot au Comic-Con, 2016

Le film Wonder Woman réalisé par Patty Jenkins est sorti en 2017. C'est un immense succès critique et commercial. Il est suivi par Wonder Woman 1984 aussi dirigé par Patty Jenkins en 2020. Le film sort en salles et sur la plateforme de streaming HBO Max simultanément aux États-Unis. Le film reçoit des critiques mitigées.
En mai 2020, le réalisateur Zack Snyder annonce la sortie de Zack Snyder's Justice League, la version director’s cut du film Justice League sorti en 2017. Wonder Woman y occupe un des rôles principaux, aux côtés de Batman, Superman ou encore Flash. Cette nouvelle version de quatre heures, sortie en mars 2021, dévoile au public bon nombre de scènes inédites et remaniées de la guerrière Amazone campée par Gal Gadot, ainsi que quelques nouvelles séquences centrées sur la Reine Hippolyte à Themyscira.
Wonder Woman 1984, deuxième opus porté par Gal Gadot, est un succès modéré, à défaut d’en être un en salle, sur la plateforme de Warner Bros. Le studio annonce officiellement, quelques jours après la sortie du film sur HBO Max, la mise en chantier d’un troisième et dernier épisode, censé conclure la trilogie portée par Gal Gadot, et toujours avec Patty Jenkins au poste de réalisatrice. Cependant, en décembre 2022, The Hollywood Reporter annonce une mise en suspens du film. David Zaslav, PDG de Warner Bros., ainsi que James Gunn et Peter Safran, directeurs de DC Studios, rejettent unanimement le script écrit par Jenkins et Geoff Johns, proposant d’en réécrire une nouvelle version, plus en adéquation avec la nouvelle direction prise par l’univers cinématographique DC. La réalisatrice refuse catégoriquement, et abandonne son poste de metteur-en-scène, laissant en suspens la saga de la princesse Amazone.
Les dernières apparitions de Gal Gadot dans le rôle de Wonder Woman surviennent en 2023, dans les films Shazam! La Rage des Dieux, et  The Flash, où la comédienne se contente d’apparaître durant deux très courts caméos.

#### Reboot du DC Studios
En octobre 2022, quelques mois après le rachat du studio Warner Bros. par le groupe Discovery, le réalisateur James Gunn et le producteur Peter Safran sont nommés directeurs de DC Studios. Inspiré par le modèle de Disney et son Marvel Studios, cette filiale du groupe Warner Bros. Discovery assure les adaptations de l’éditeur DC comics.
Après des années de gestion pour le moins chaotique, la décision est prise de totalement rebooter l’univers cinématographique DC, et d’abandonner finalement le DCEU, se concluant officiellement avec le film Aquaman et le Royaume perdu en 2023, 10 ans après la sortie de Man of Steel. Le plan est d’établir cette fois-ci une structure narrative en plusieurs chapitres s’étalant sur 10 années. Ainsi, en janvier 2023, James Gunn annonce en personne dans une vidéo, ses différents projets de films et séries pour le premier chapitre de cet univers, intitulé Gods and Monsters.
Il y est annoncé que la trinité DC formée par Superman, Batman, et Wonder Woman auront un rôle central dans ce nouvel univers connecté, que ça soit au cinéma, à la télévision ou bien même au sein de jeux vidéo.

### Adaptations en séries télévisées

#### Premières apparitions télévisuelles
La première tentative d'adaptation au petit écran a lieu en 1967, à la suite du succès de la récente série Batman. Greenway Productions, la compagnie derrière la série Batman, produit un « essai » de quatre minutes et demie pour Wonder Woman, avec Ellie Wood Walker dans le rôle de la princesse amazone. La série aurait sans doute gardé le même esprit kitsch et décalé que Batman, mais ne dépasse pas le stade de projet. Wonder Woman apparaît aussi dans des dessins animés, notamment dans Superfriends pendant les années 1970. La seconde adaptation filmée est pour un téléfilm en 1974 avec une Cathy Lee Crosby blonde, sans pouvoirs et avec un costume assez éloigné de l'original.

#### Série des années 1970

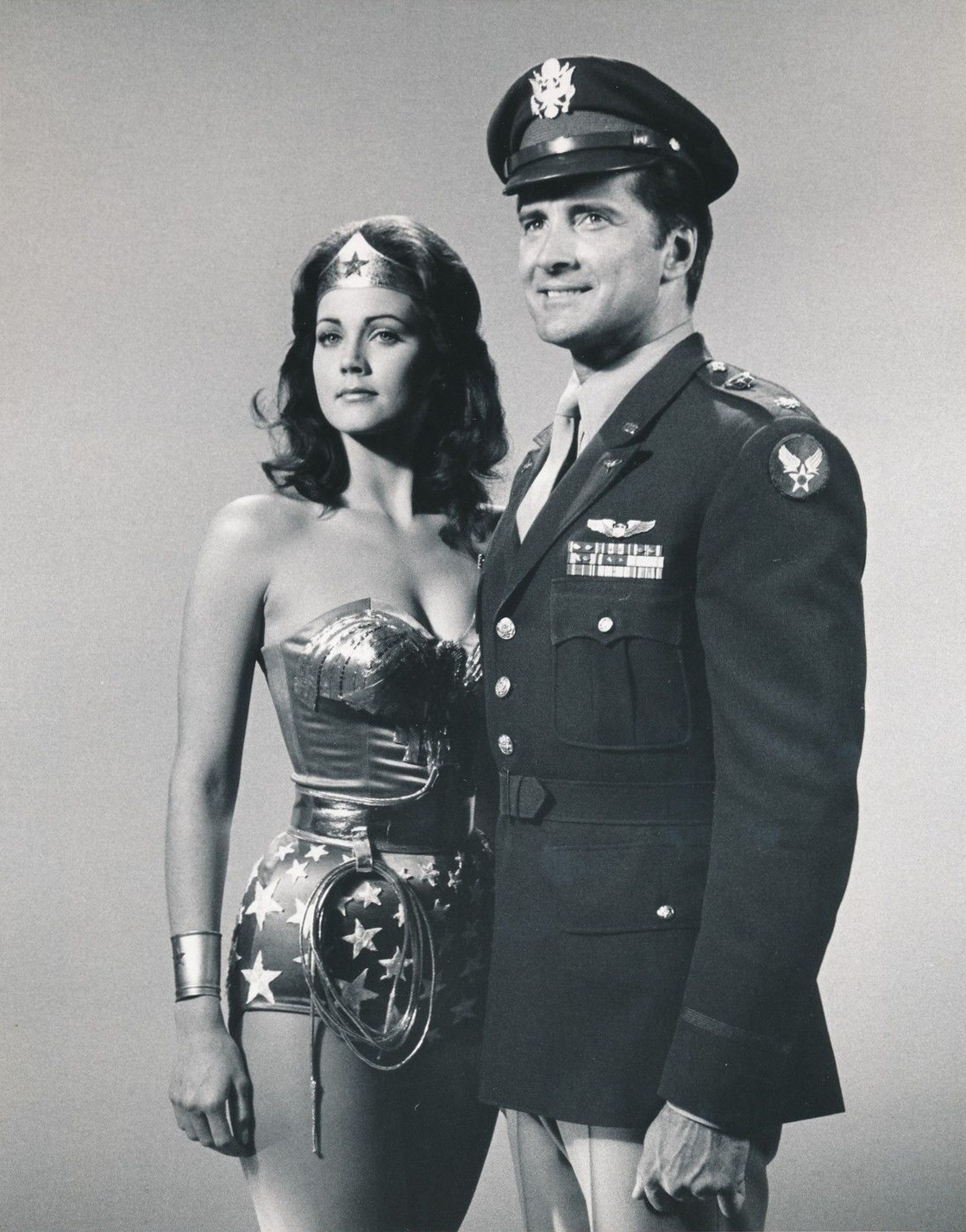
Wonder Woman (Lynda Carter) et Steve Trevor (Lyle Waggoner) dans la série de 1975.

De 1975 à 1979, c'est l'actrice Lynda Carter qui est choisie pour incarner l’héroïne dans la série The New Adventures of Wonder Woman. Elle prêtera ses traits au personnage pendant 60 épisodes, et participera énormément à populariser le personnage hors des frontières nord-américaines, notamment en France à partir de 1977, sur Antenne 2.

#### Tentatives de remakes en 2011 et 2013 annulés
En 2011, le réseau de télévision américain NBC met sur les rails un nouveau projet de série télévisée avec Adrianne Palicki dans le rôle-titre et Elizabeth Hurley. Mais après le tournage de l'épisode Pilote, la chaine ne valide pas la mise en chantier du reste de la saison et la série est donc annulée. Seules quelques images promotionnelles et photos de tournage subsistent de ce temps projet avorté.
À l'automne 2012, le scénariste Allan Heinberg développe une autre série, nommé Amazon, pour le réseau The CW. Le projet est de créer un récit s’attardant sur les origines de la princesse Diana parmi les Amazones. Cependant, durant l'été 2013, le projet a été mis en veille, malgré le fait que de nombreux personnages de la série DC étaient prévus pour apparaître dans la série Arrow.

#### Spin-off sur les Amazones du DC Studios

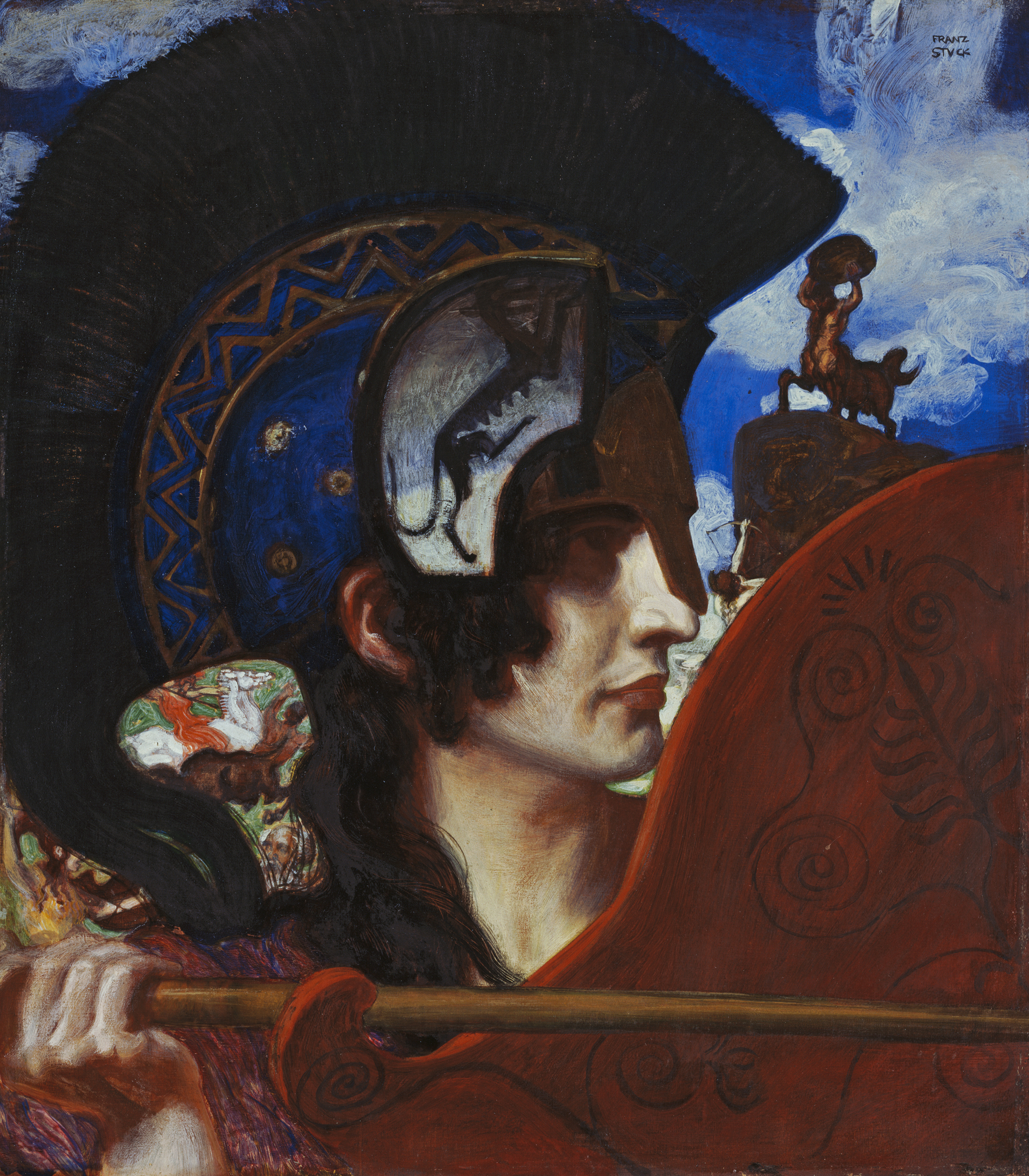
La série est la première à avoir pour héroïnes les Amazones (représentation d'une de ces guerrières mythologiques dans une toile de Franz von Stuck, 1897).

En 2022, James Gunn, le co-président du DC studios, annonce Paradise Lost, une série prévue pour être diffusée sur HBO Max, et pour l’instant sans date de diffusion.
L’intrigue se déroulera bien avant la naissance de Wonder Woman, et retracera les origines de Themyscira, l’île des Amazones. L’histoire, selon les dires de Gunn, reviendra sur la création de ce royaume empli de femmes, et s’attardera sur les différents acteurs du pouvoir dans cette société.
Le récit s’inspirera en grande partie de la série à succès Game of Thrones, et a pour particularité d’être le premier spin-off tiré de l’univers de Wonder Woman, à se concentrer uniquement sur les guerrières Amazones, inspirées par leurs homonymes de la Mythologie grecque. De façon plus globale, c'est la première oeuvre audiovisuelle tirée de l'univers de Wonder Woman ne mettant pas en scène la princesse Diana.

### Adaptations en animation

#### Séries télévisées d’animation

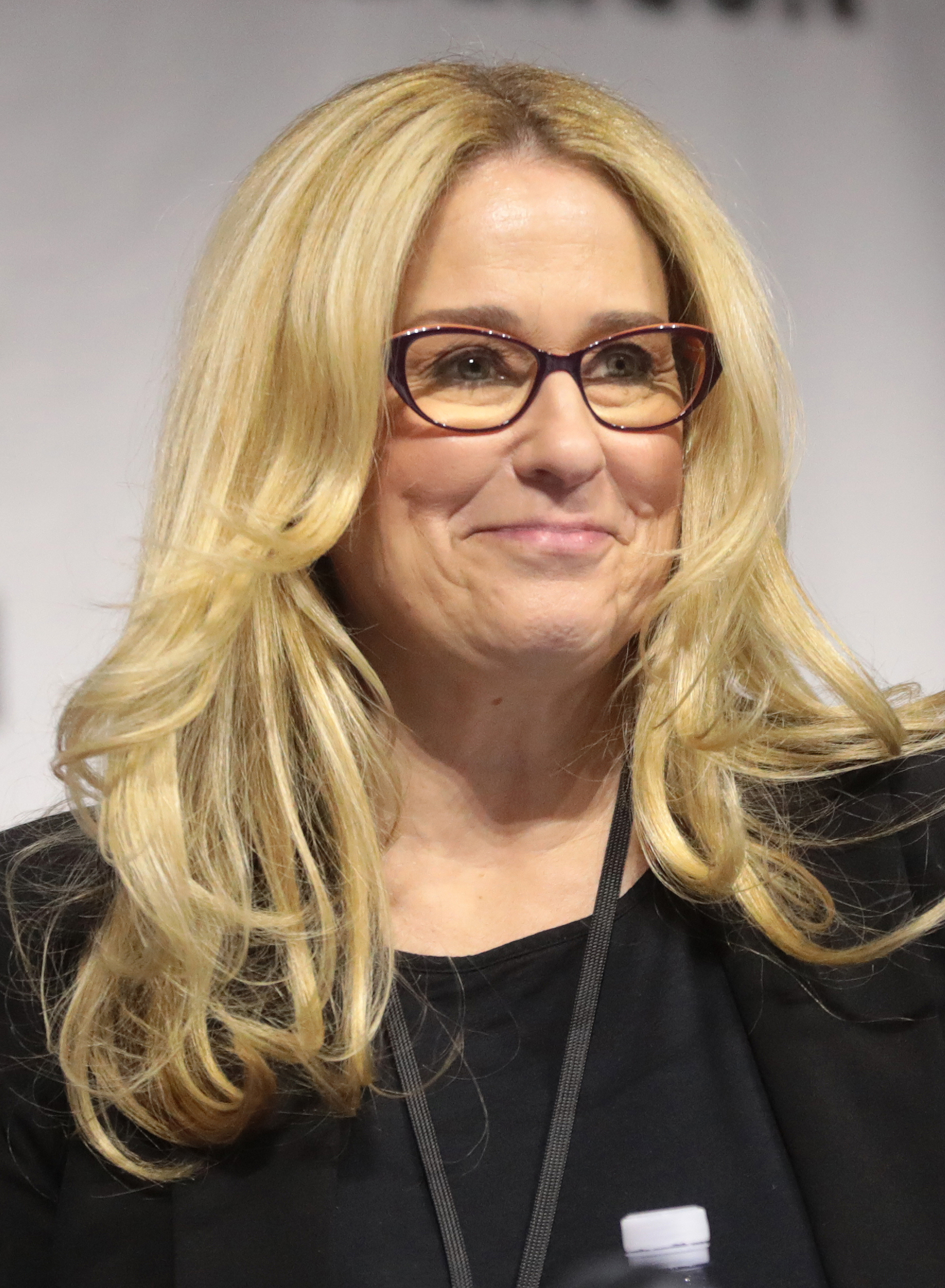
Depuis 2001, Susan Eisenberg interprète Wonder Woman dans de nombreuses œuvres d'animation et de jeux vidéo.

Wonder Woman apparaît dans les séries télévisées d'animation de l'univers DC :
- Elle est particulièrement présente dans La Ligue des justiciers (Justice League puis Justice League Unlimited, 91 épisodes, Paul Dini, Bruce Timm, 2001-2006), où elle est interprétée par Susan Eisenberg ainsi que par Dakota Fanning lorsque le personnage est brièvement rajeuni[79].
- Elle apparaît ensuite dans d'autres séries animées telles que Batman : L'Alliance des héros (Vicki Lewis) et La Ligue des Justiciers : Nouvelle Génération (Maggie Q). Elle est également l'un des personnages principaux dans La Ligue des justiciers : Action dans laquelle elle est jouée par Rachel Kimsey. Elle est aussi dans DC Super Hero Girls et DC Super Hero Girls (série télévisée).
- Le personnage apparaît également dans la série d'animation Harley Quinn, centrée sur le personnage éponyme, où Vanessa Marshall lui prête sa voix.

#### Films d’animation
Wonder Woman apparaît également dans de nombreux films d'animation de la collection DC Universe Animated Original Movies lancée en 2007. Dans un premier temps, ces films n'ont aucun lien entre eux. Ainsi, le personnage apparait dans La Ligue des justiciers : Nouvelle Frontière en 2008 dans lequel elle est interprétée par Lucy Lawless puis, elle apparait dans son propre film sortie en 2009, Wonder Woman, dans lequel elle est jouée par Keri Russell. Par la suite, Vanessa Marshall interprète le personnage dans La Ligue des justiciers : Conflit sur les deux Terres en 2010 tandis que Susan Eisenberg joue le personnage consécutivement dans les films Superman/Batman : Apocalypse en 2010 et La Ligue des justiciers : Échec en 2012.

#### DC Animated Movie Universe

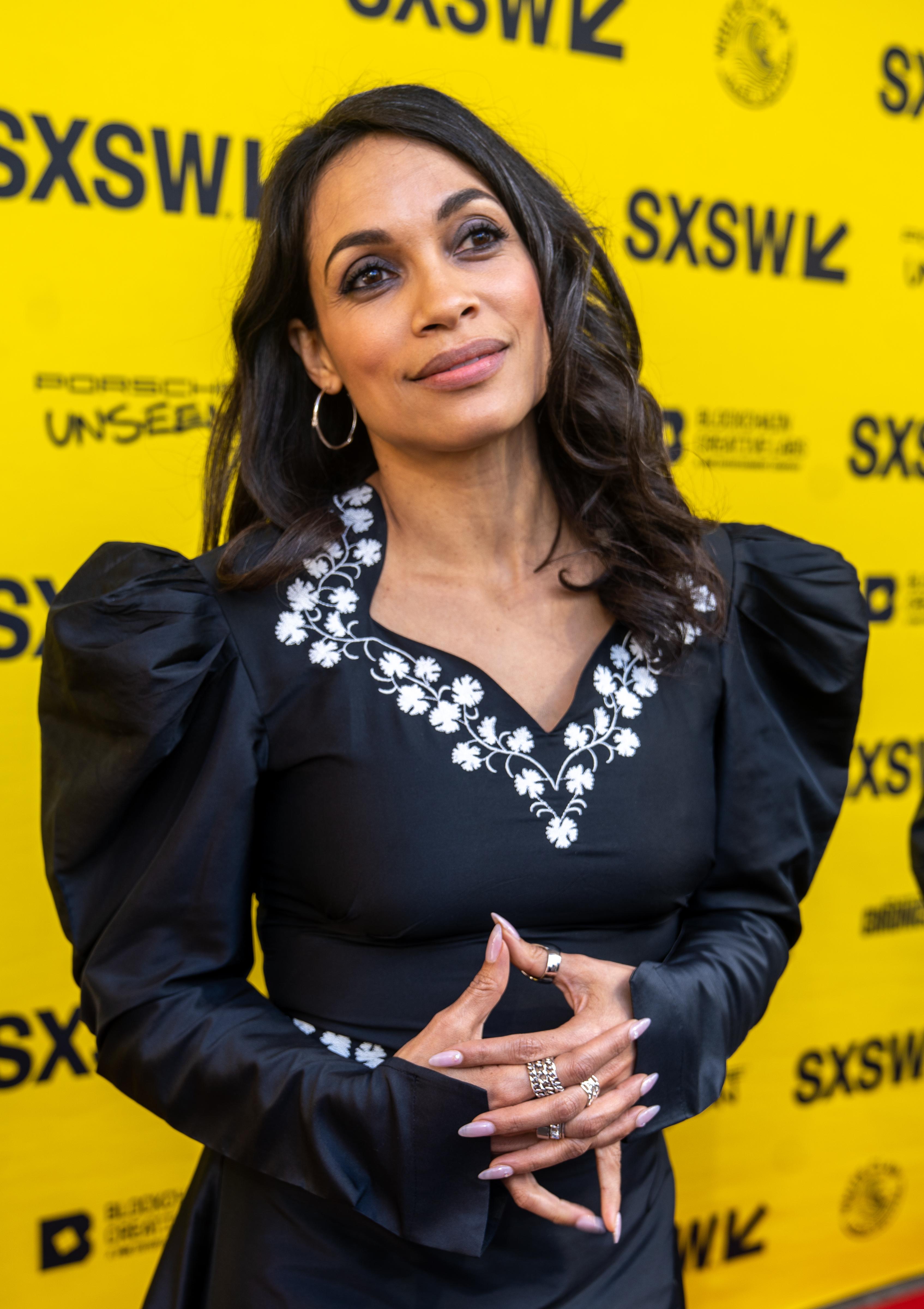
Rosario Dawson, interprète de Wonder Woman dans le DC Animated Movie Universe.

Entre 2013 et 2020, le personnage apparait dans des films connectés dans le même univers nommé DC Animated Movie Universe. Interprétée dans un premier temps par Vanessa Marshall dans La Ligue des justiciers : Le Paradoxe Flashpoint puis par Michelle Monaghan dans La Ligue des justiciers : Guerre en 2014, le personnage est par la suite interprétée par Rosario Dawson dans La Ligue des justiciers : Le Trône de l'Atlantide (2015), La Ligue des justiciers vs. les Teen Titans (2015), Justice League Dark (2017), La Mort de Superman (2018), Le Règne des Supermen (2019), Wonder Woman: Bloodlines (2019) et Justice League Dark: Apokolips War (2020).

#### Apparitions diverses
En parallèle, le personnage est joué par Tamara Taylor dans La Ligue des justiciers : Dieux et Monstres en 2015, Halsey dans Teen Titans Go! Le film et de nouveau par Susan Eisenberg dans Justice League vs. the Fatal Five en 2019.
Par la suite, Vanessa Marshall retrouve le personnage dans Superman: Red Son en 2020 ,Janet Varney (en) interprète le personnage dans Injustice en 2021 et Stana Katic joue le personnage dans Justice Society: World War II en 2021.
Le personnage fait également des apparitions dans des œuvres d'autres franchises. Ainsi, Cobie Smulders interpréte le personnage en 2014 dans La Grande Aventure Lego, Rachel Kimsey lui prête sa voix le temps d'un épisode de Scooby-Doo et Compagnie en 2019, tandis que Rosario Dawson reprend une nouvelle fois le personnage dans Space Jam 2 en 2021.

### Adaptations en jeux vidéo
- 1995 : Justice League Task Force
- 2006 : Justice League Heroes
- 2008 : Mortal Kombat vs. DC Universe
- 2011 : DC Universe Online
- 2012 : Lego Batman 2: DC Super Heroes
- 2013 : Injustice : Les dieux sont parmi nous
- 2014 : Lego Batman 3: Beyond Gotham
- 2015 : Lego Dimensions
- 2017 : Injustice 2
- 2018 : Lego DC Super-Vilains
- 2024 : Suicide Squad: Kill the Justice League
- Inconnu : Jeu Wonder Woman de Monolith Productions (annulé après la fermeture du studio Monolith Productions par Warner Bros)

### Adaptations diverses

#### Sculpture
En 2017, l'artiste français Léo Caillard crée une sculpture du buste de Wonder Woman, en résine et poudre de marbre, sur le modèle des bustes sculptés de l'Antiquité classique. Il a obtenu pour cela l'autorisation de la maison d'édition. Cette œuvre est exposée en 2019 au Musée Saint-Raymond, musée des Antiques de Toulouse dans le cadre de l'exposition temporaire Age of Classics ! L'Antiquité dans la culture pop. La muséographie expose ce buste et celui de Superman et Captain America (créés dans la même forme) à côté de celui de Marc Aurèle.

## Publication
L'âge d'or des comics :
Les numéros parus dans All Star Comics, Sensation Comics and Wonder Woman (Volume 1) ont été réédités dans les recueils suivants :
- Wonder Woman Archives Volume 1 par William Moulton Marston (1998)  (ISBN 1-56389-402-5)
- Wonder Woman Archives Volume 2 par William Moulton Marston (2000)  (ISBN 1-56389-594-3)
- Wonder Woman Archives Volume 3 par William Moulton Marston (2002)  (ISBN 1-56389-814-4)
- Wonder Woman Archives Volume 4 par William Moulton Marston (2004)  (ISBN 1-4012-0145-8)

L'âge d'argent et l'âge de bronze des comics :
- Diana Prince: Wonder Woman, vol. 1 : Wonder Woman #178-184.
- Diana Prince: Wonder Woman, vol. 2 : Wonder Woman #185-189.
- Diana Prince: Wonder Woman, vol. 3 : Wonder Woman #190-198.
- Diana Prince: Wonder Woman, vol. 4 : Wonder Woman #199-204.

L'âge moderne des comics :
- God and Mortals : Wonder Woman #1-7
- Challenge Of The Gods : Wonder Woman #7-14
- The Contest : Wonder Woman #90-93 & #0
- The Challenge of Artemis : Wonder Woman #94-100
- Second Genesis : Wonder Woman #101-105
- Lifelines : Wonder Woman #106-112
- Paradise Lost : Wonder Woman #164-170 & Wonder Woman Secret Files #2
- Paradise Found : Wonder Woman #171-177 & Wonder Woman Secret Files #3
- Down to Earth : Wonder Woman #195-200
- Bitter Rivals : Wonder Woman #201-205
- Eyes of the Gorgon : Wonder Woman #206-213
- Land of the dead : Wonder Woman #214-217 + Flash #219
- Mission's End : Wonder Woman #218-226
- Wonder Woman numéro 750, numéro anniversaire dont la publication est prévue le 22 janvier 2020[92].

## Autre
Wonder Woman est élue ambassadrice officielle des Nations unies le 21 octobre 2016, dans le cadre de la campagne en faveur de l'émancipation des femmes à destination des femmes et petites filles. Mais sa mission, qui devait durer jusqu'en 2017, s'achève plus tôt que prévu le 16 décembre, après un certain nombre de polémiques. On accuse par exemple Wonder Woman de véhiculer, à travers son physique et sa tenue, des standards de beauté irréalistes. Certains ont aussi regretté la nomination d'un personnage fictif, alors que d'autres femmes réelles auraient pu être choisies.

### Télévision
- Wonder Women ! The Untold Story of American Superheroines (2012), documentaire réalisé par Kristy Guevara-Flanagan.

### Filmographie sur la création du personnage
- My Wonder Women d'Angela Robinson (2018)